# Сталінський ампір

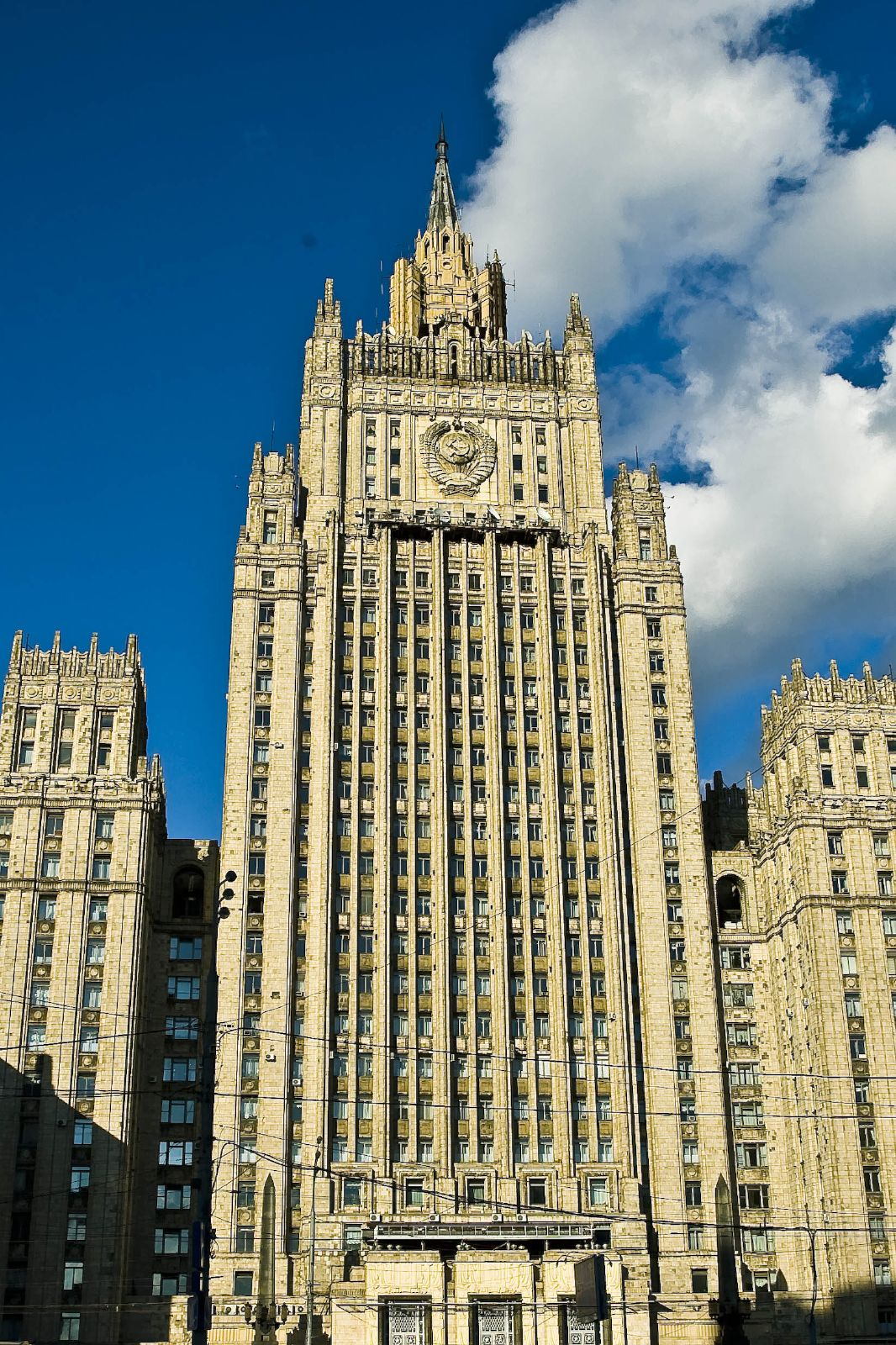
МЗС СРСР/РФ, Москва, зодчий Володимир Гольфрейх

Ста́лінській ампі́р (від фр. empire — «імперія» і за аналогією з ампіром) — провідний напрям в архітектурі, монументальному та декоративному мистецтві СРСР з кінця 1930-х до середини 1950-х. Прийшов на зміну раціоналізму та конструктивізму. Набув поширення в роки, коли країною керував Йосип Сталін, особливо — у післявоєнний час, коли він був поширений також і в країнах Східної Європи.

## Відмінні риси стилю
- ансамблева забудова вулиць і площ;
- синтез архітектури, скульптури і живопису;
- розробка традицій російського класицизму;
- використання архітектурних ордерів;
- барельєфи з геральдичними композиціями та зображеннями трудящих;
- оптимістичний настрій усього твору;
- використання мармуру, бронзи і цінних порід дерева в оформленні громадських інтер'єрів.

## Історія виникнення
У середині 1930-х роках у радянській архітектурі стався поступовий перехід від конструктивізму до «сталінського ампіру». Цей перехідний період можна назвати постконструктивізмом. Деякі будівлі цього часу зовні багато декоровані, зберігали у своєму плануванні й деталях конструктивістську основу. «Радянський монументальний класицизм» був у цілому сформований до кінця 1930-х.
У 1934 році створюється Академія архітектури СРСР і Спілка архітекторів СРСР, який об'єднує творчі сили для вирішення нових завдань, поставлених перед майстрами. Це створення палаців культури, спортивних комплексів, індустріальних центрів, санаторіїв і піонерських таборів. Архітектори в цей період працюють у великих творчих майстернях і науково-дослідних проєктних інститутах, об'єднуючих конструкторів, архітекторів і художників, якими керують лідери радянської архітектури. Багато проєктів створюють у результаті всесоюзних конкурсів.
У цілому «сталінський ампір» сформувався в період проведення конкурсів на проєкти Будинку Рад і павільйони СРСР на Всесвітніх виставках 1937 року в Парижі і 1939 року в Нью-Йорку. Конкурси проходили в декілька етапів, при відкритому обговоренні, і виявили яскравих талановитих художників. Переможець конкурсу — Б. М. Іофан, оптимістичне звучання творів якого стало яскравою сторінкою передвоєнної архітектури. Майстри, що отримали другі, треті премії, та їхні учні — Г. П. Гольц, І. В. Жолтовский, Л. В. Руднєв, М. А. Мінкус, згодом очолили цей архітектурний напрям.
Вже під час Другої світової війни архітектори почали працювати над проєктами відновлення зруйнованих міст, меморіалами та тріумфальними арками для зустрічі радянських героїв. У художньому образі цих творів був оптимізм перемоги, в яку вірили архітектори і на яку усі чекали.
У 1945 році країна приступила до відновлення зруйнованих міст. Архітектура стала одним з пріоритетних напрямів народного господарства. Архітектурний твір повинен був вселяти упевненість глядачам у швидкому відновленні усієї країни. Яскравими прикладами є головна будівля МДУ, комплекс павільйонів ВДНГ, будівля МЗС СРСР на Смоленській-Сінній площі.

## Україна
- У Києві — Національний експоцентр України, Будівля Офісу Президента України, Будівля міністерства закордонних справ України, Готель «Україна», Висотний житловий будинок по Хрещатику, 25, Будівля Кабінету Міністрів України, Хрещатик, деякі станції метрополітену, Приміщення санаторію «Конча-Заспа».
- У Харкові — Будинок зі шпилем, Харків-Пасажирський.
- У Дніпрі — Проспект Дмитра Яворницького, ансамбль площі Героїв Майдану.
- У Запоріжжі — Соборний проспект, проспект Металургів, бульвар Шевченка, проспект Маяковського.
- У Львові — Пагорб слави, Радянський аеровокзал, арка входу в парк імені Богдана Хмельницького, а також кінотеатр «Дружба».
- У Луганську — вулиця Радянська, ансамбль площі імені Героїв Великої Вітчизняної війни.

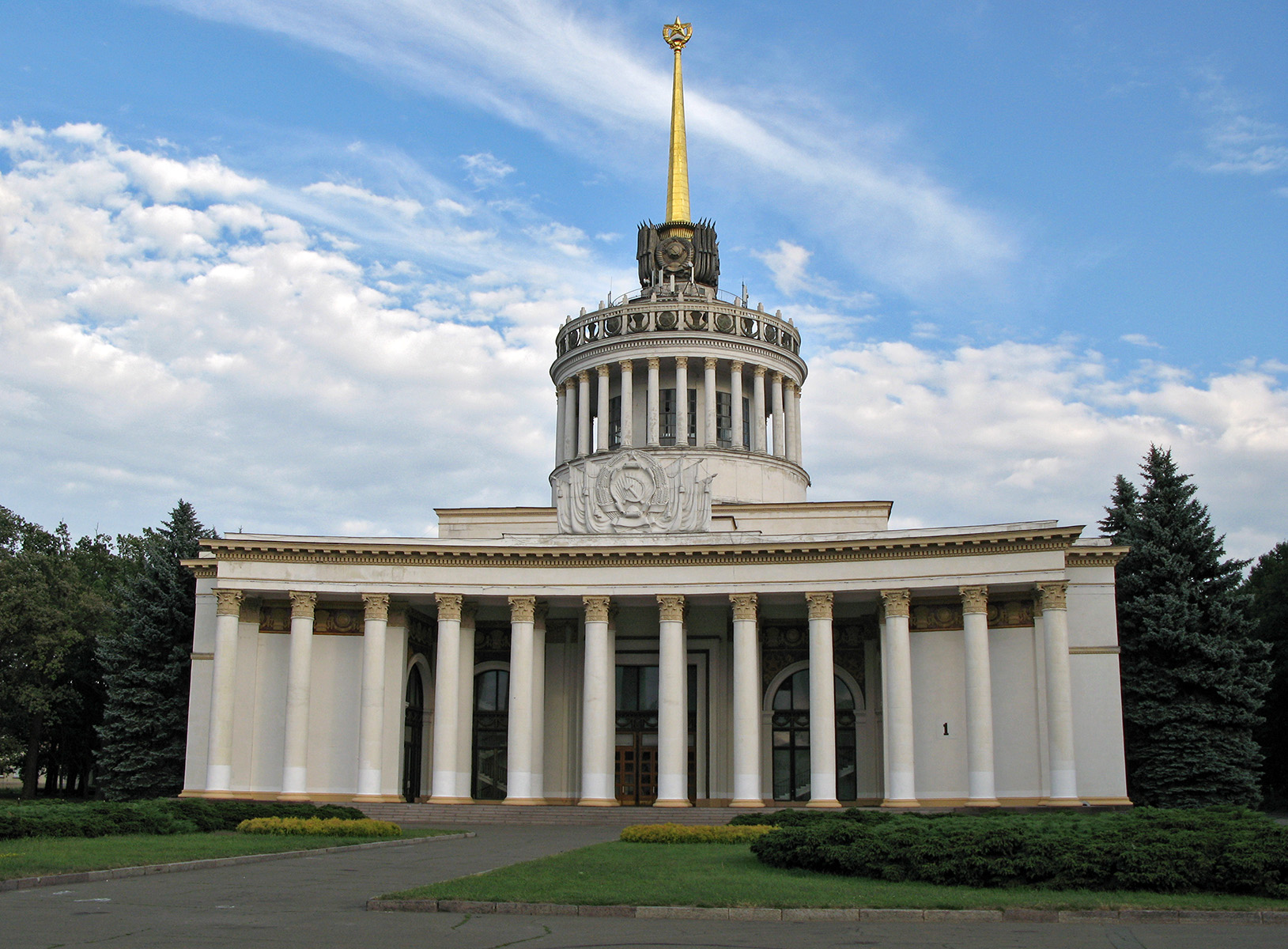
Національний експоцентр України. Головний павільйон
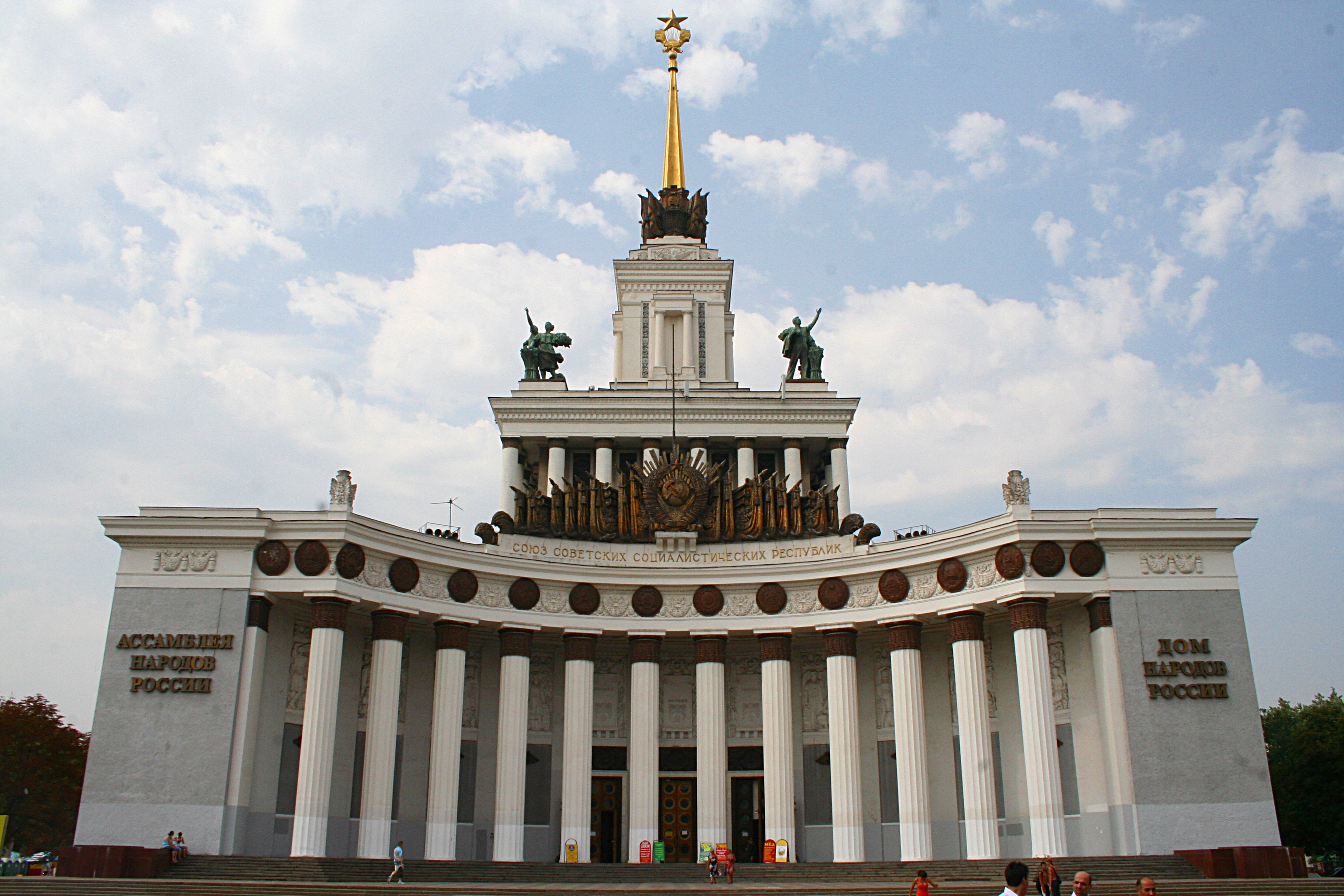
Головний павільйон ВДНГ (Москва)
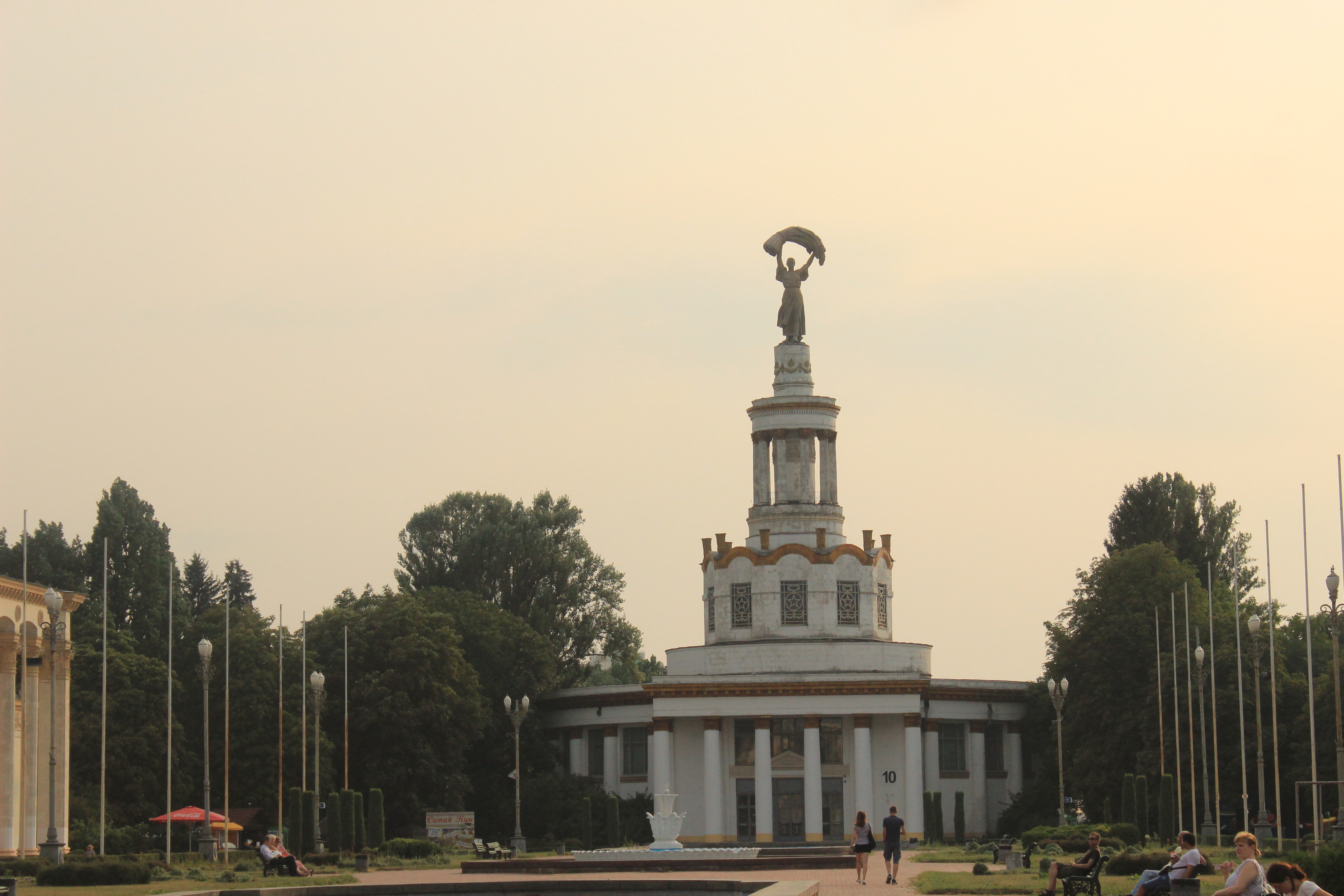
Національний експоцентр України. Павільйон «Зернові та олійні культури» № 10. Тут планувався найвищий в Україні та Європі 50-метровий пам'ятник Йосипу Сталіну
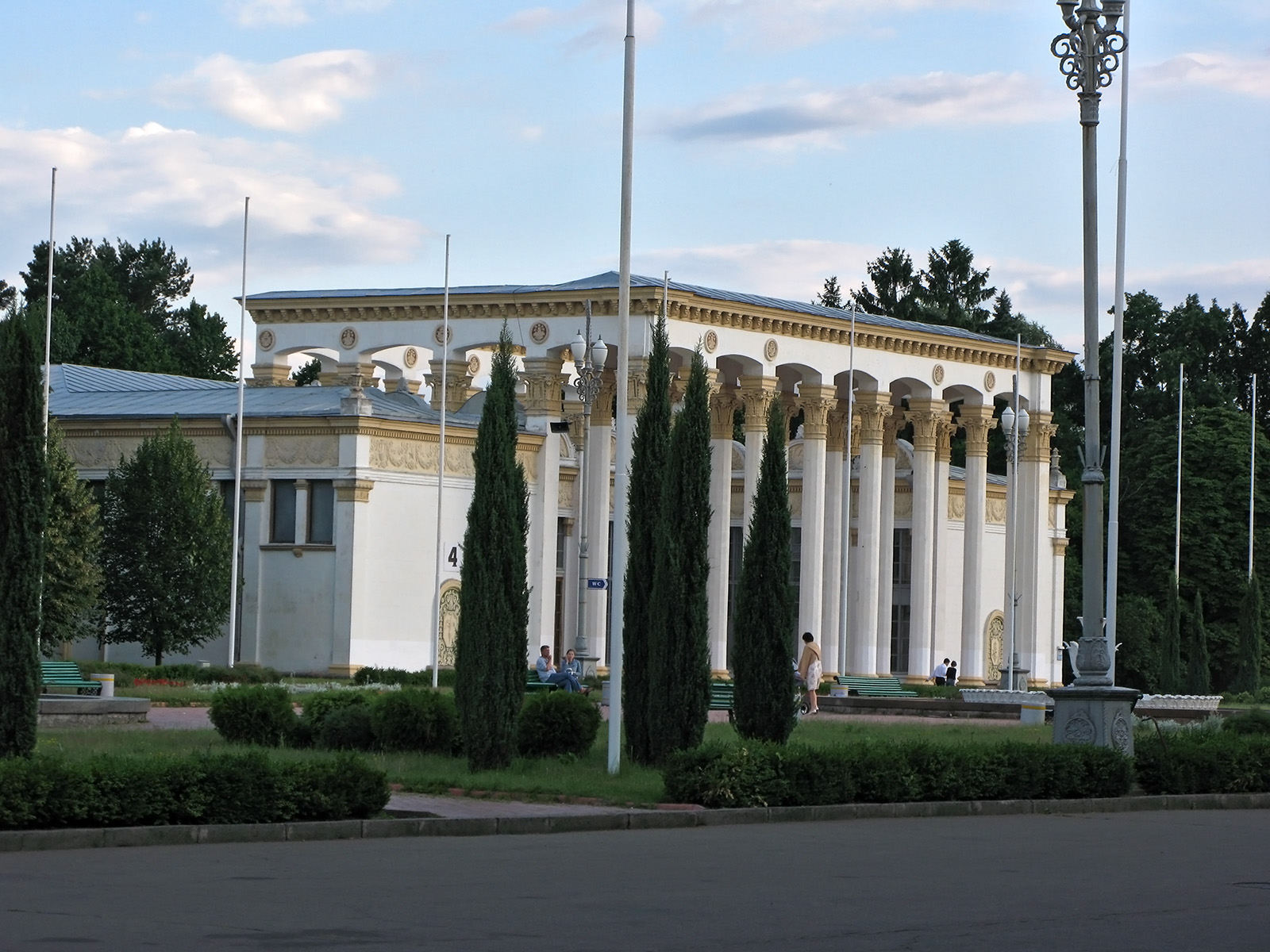
Національний експоцентр України. 4 павільйон-палац побудований у давньогрецькому стилі
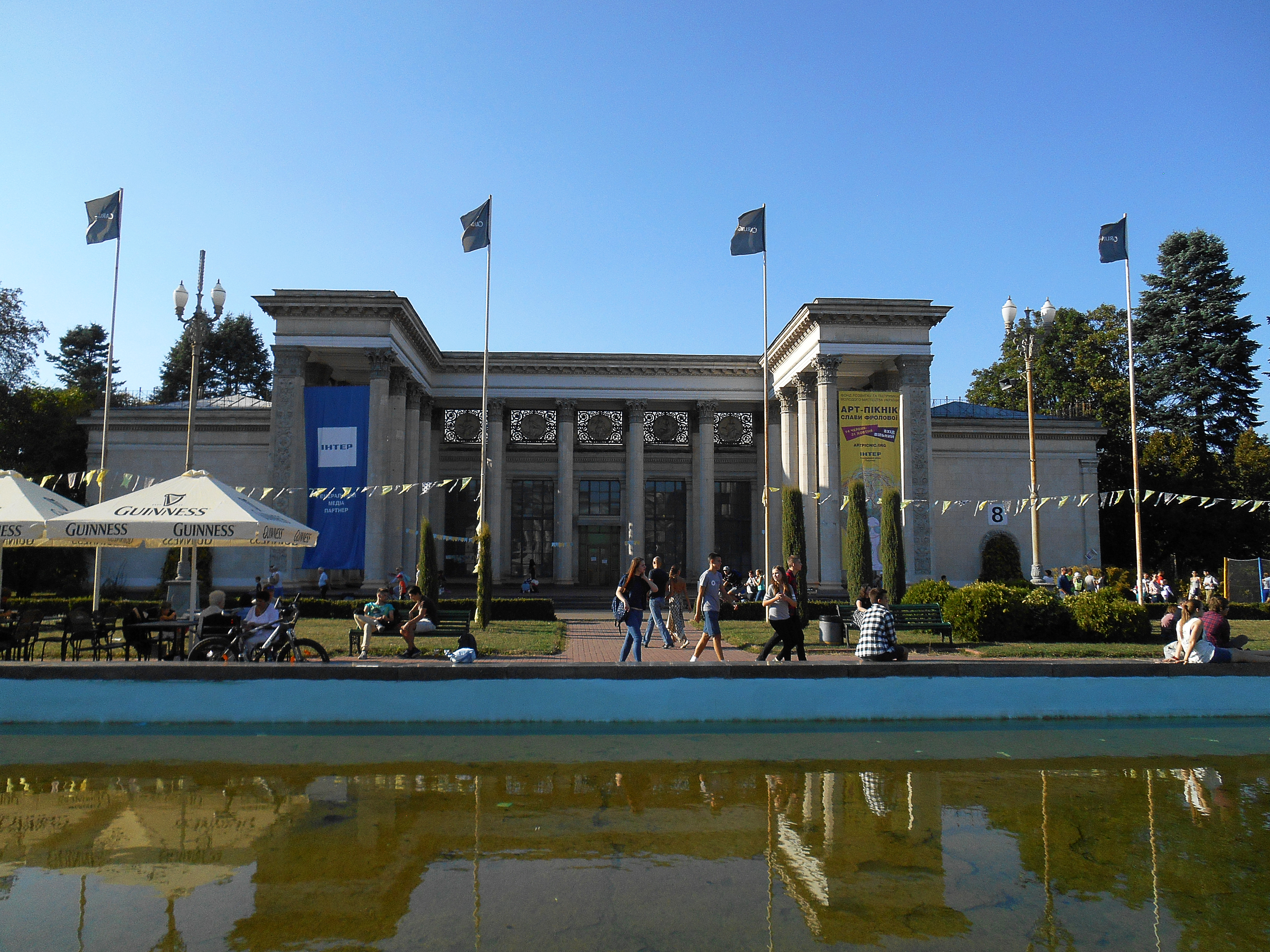
Національний експоцентр України. 8 павільйон-палац побудований у давньоримському стилі
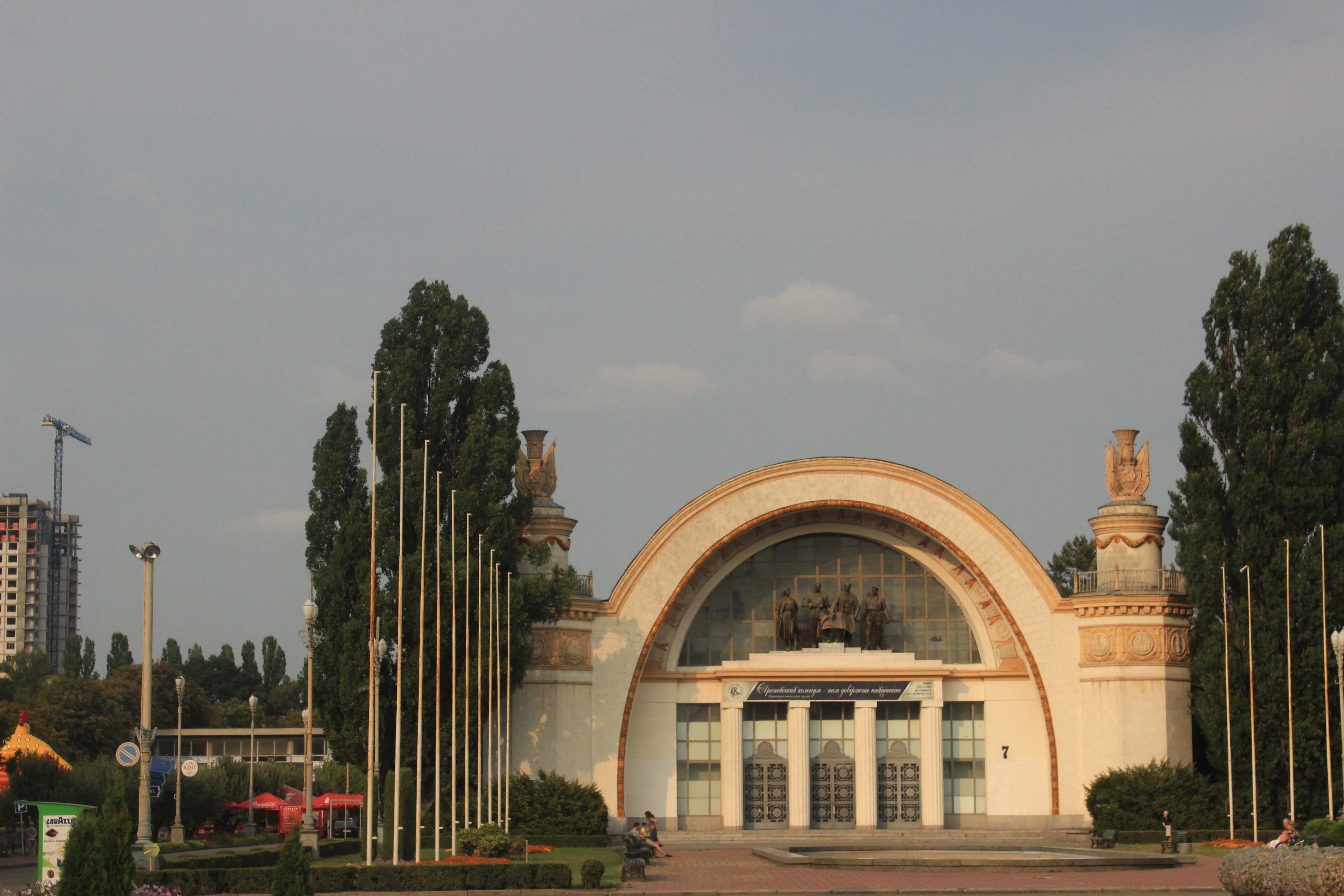
Національний експоцентр України. 7 павільйон-палац побудований у давньоєгипетському стилі
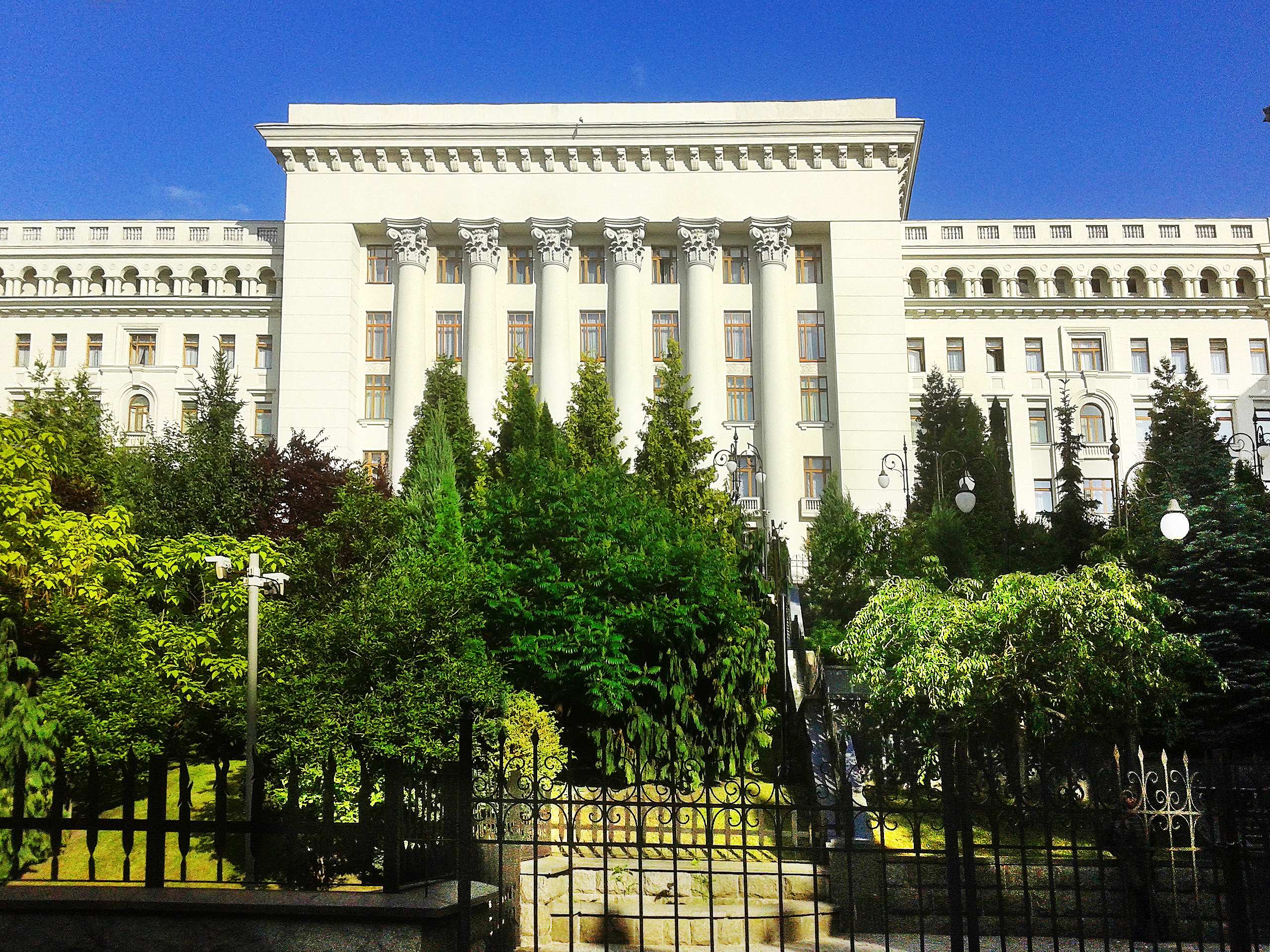
Будівля Офісу Президента України
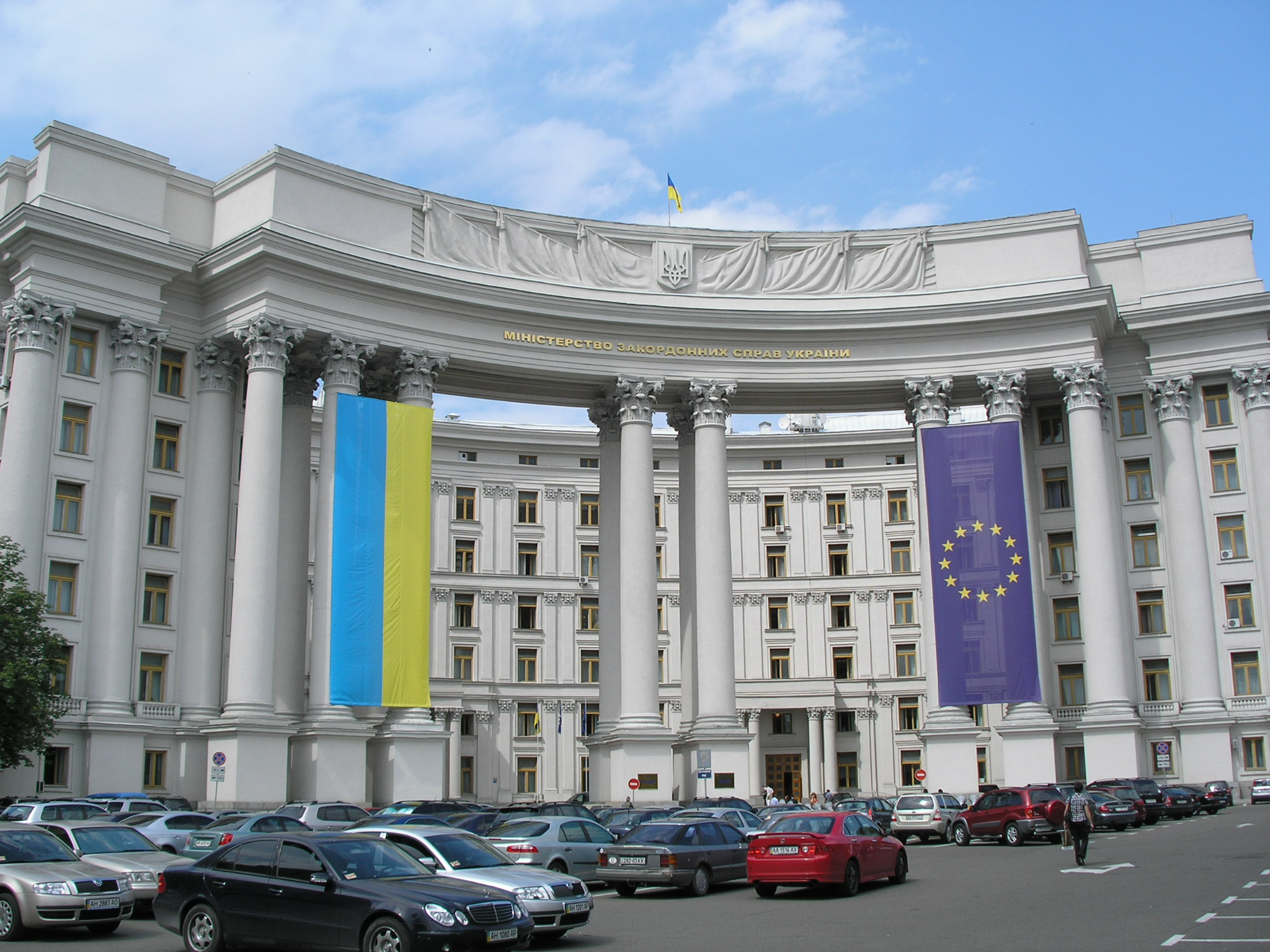
Будівля міністерства закордонних справ України
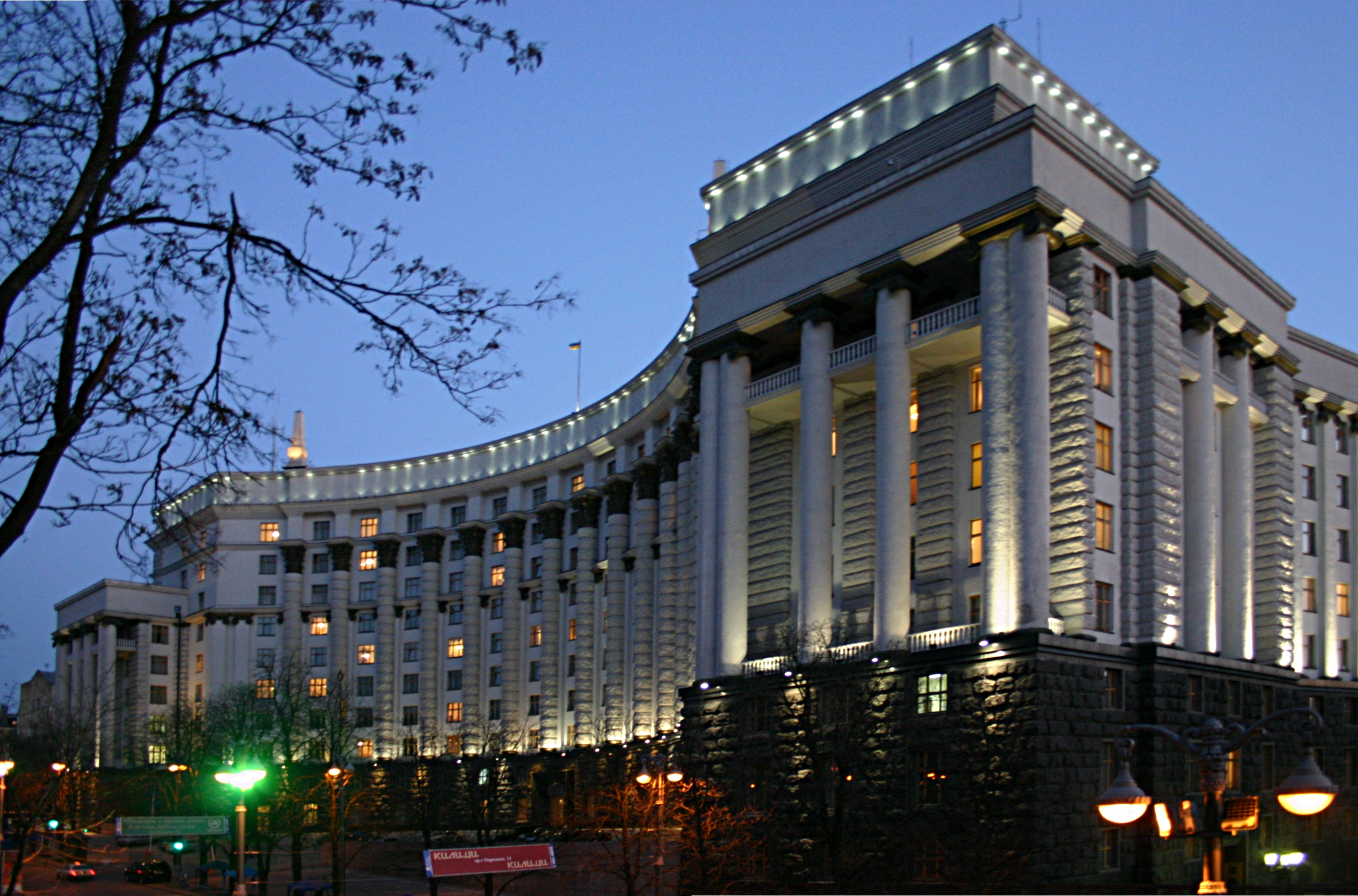
Будинок Уряду України
Висотний житловий будинок по Хрещатику, 25
Готель «Україна»
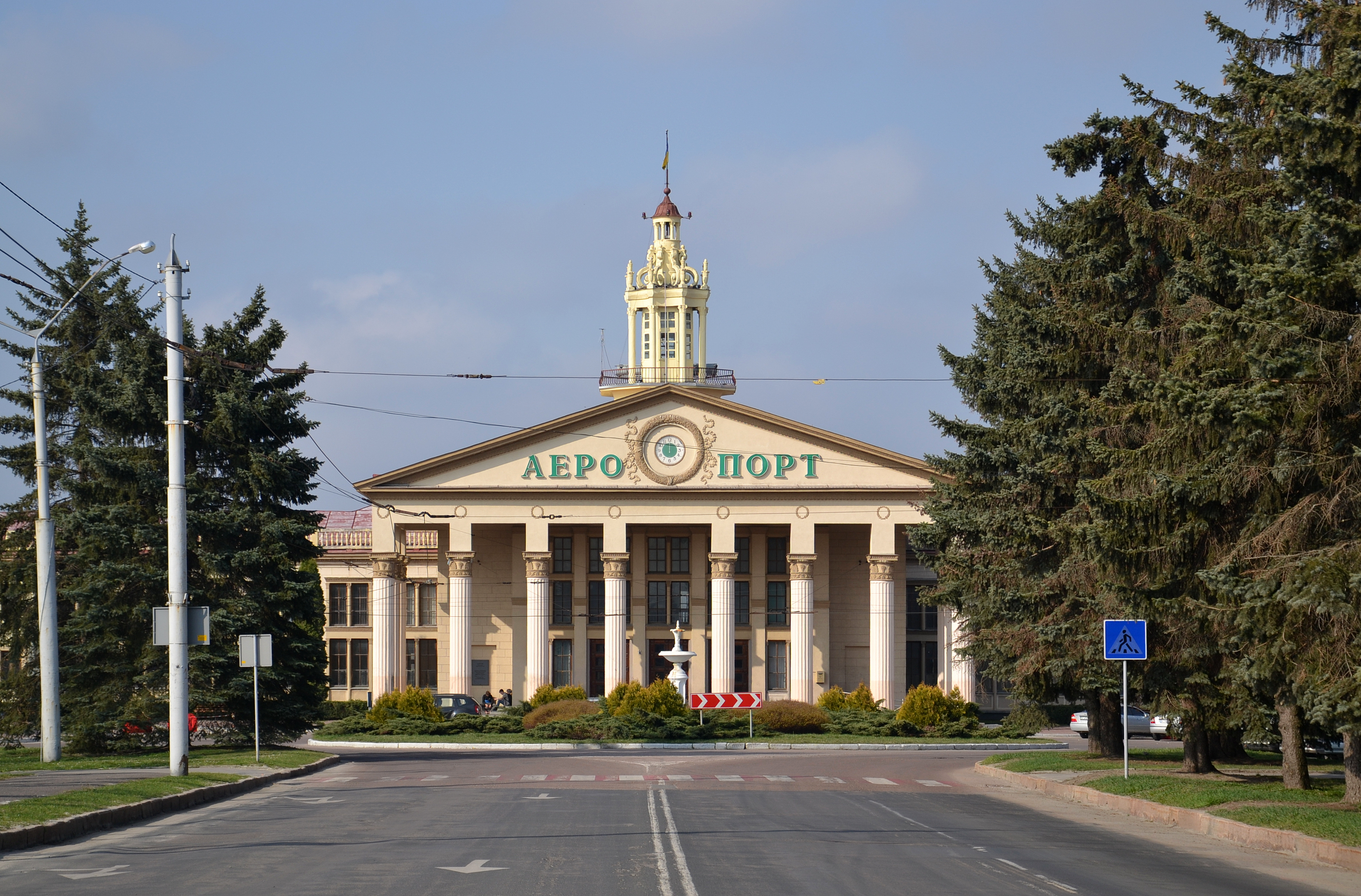
Фасад радянського аеровокзалу Львова (2019)
Фасад радянського аеровокзалу Львова зі сторони аеродрому (2008)
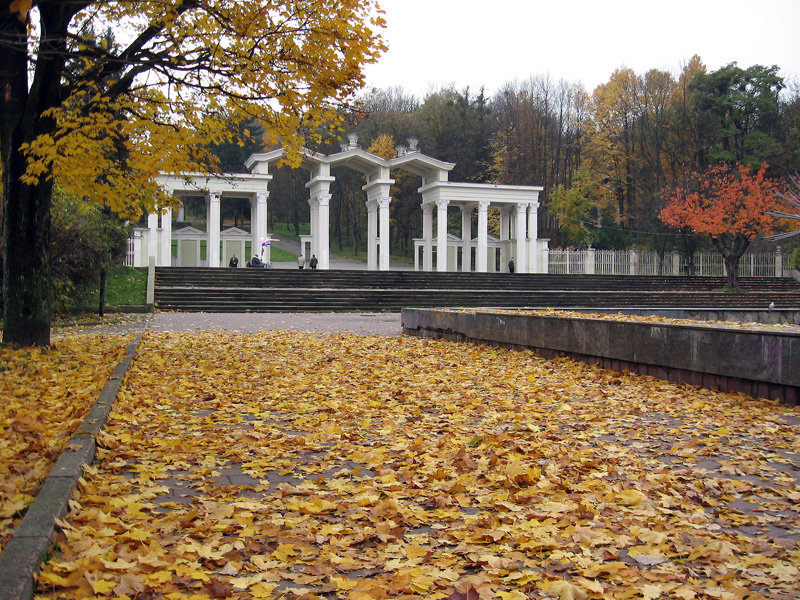
Ворота в парк культури та відпочинку імені Богдана Хмельницького у Львові
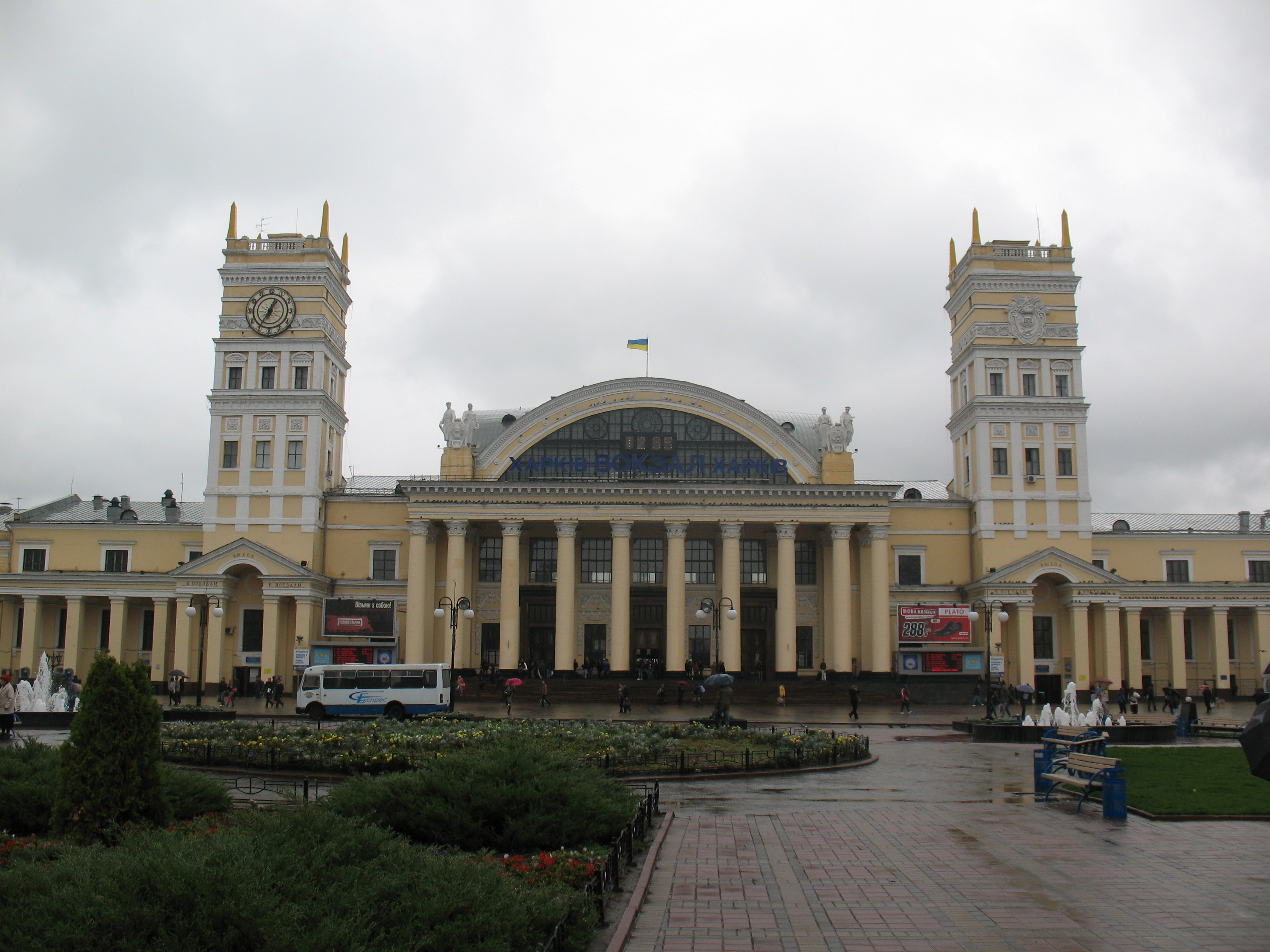
Харків-Пасажирський

## Росія

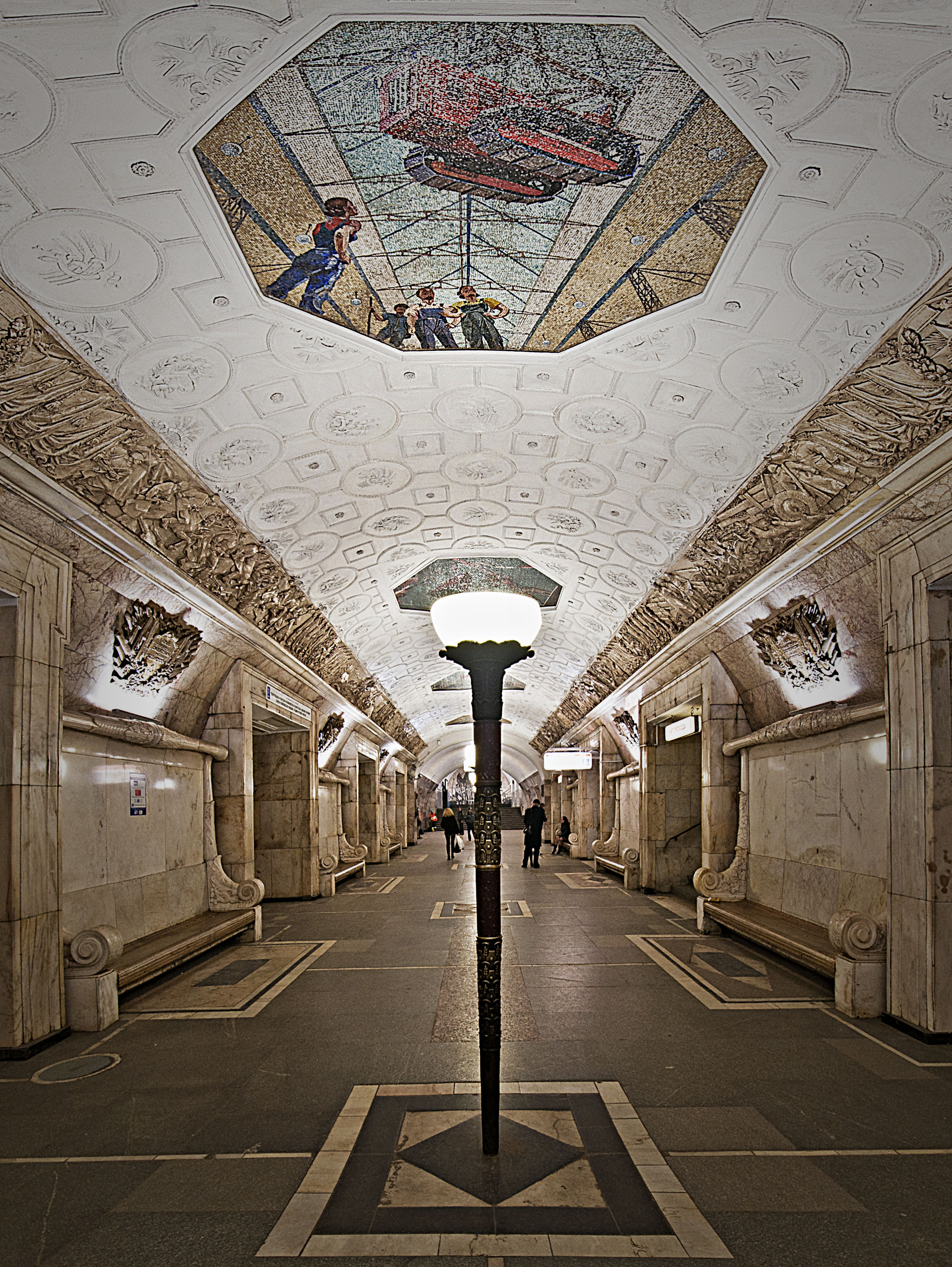
Станція метро «Новокузнецька» (Москва)
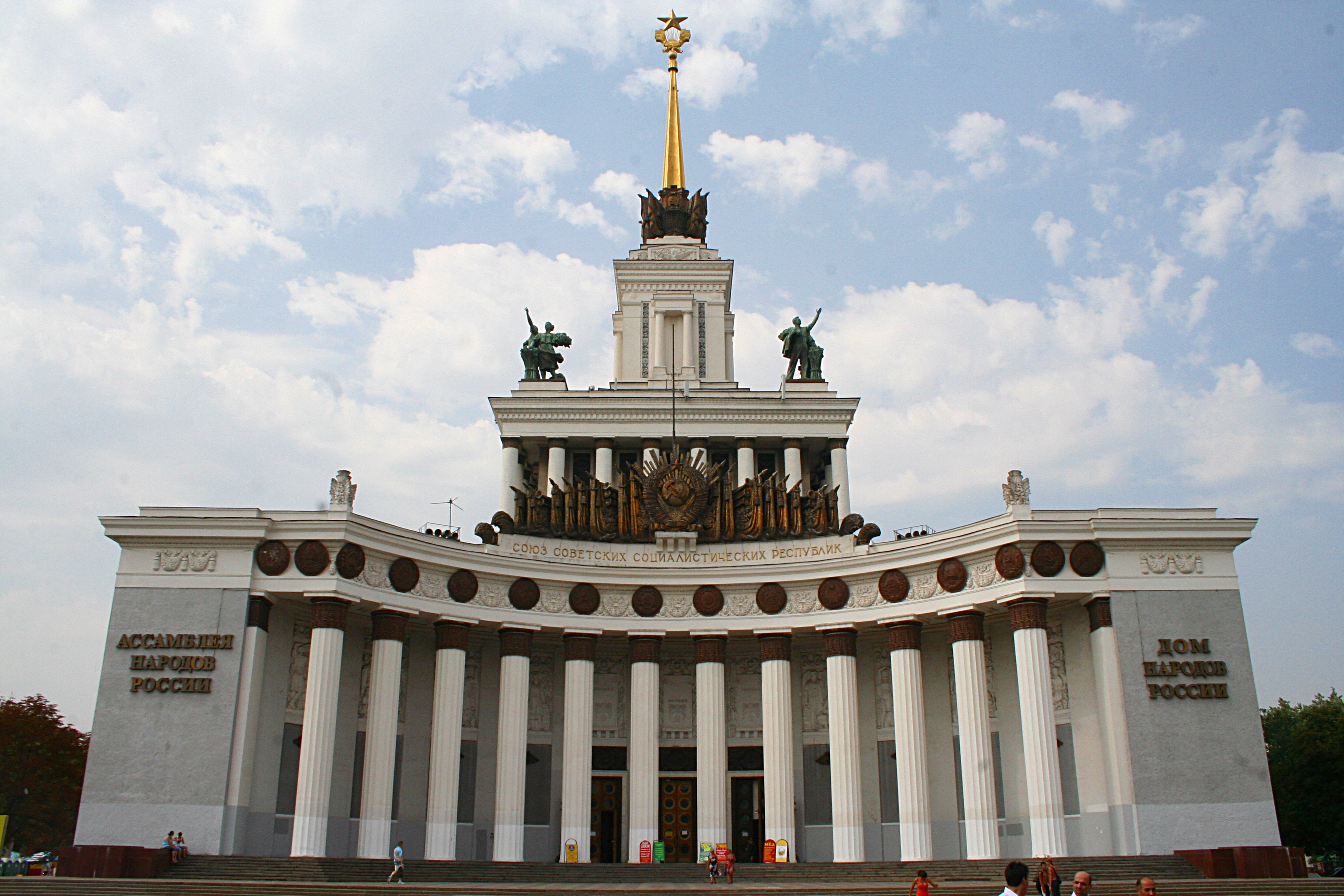
Головний павільйон ВДНГ (Москва)
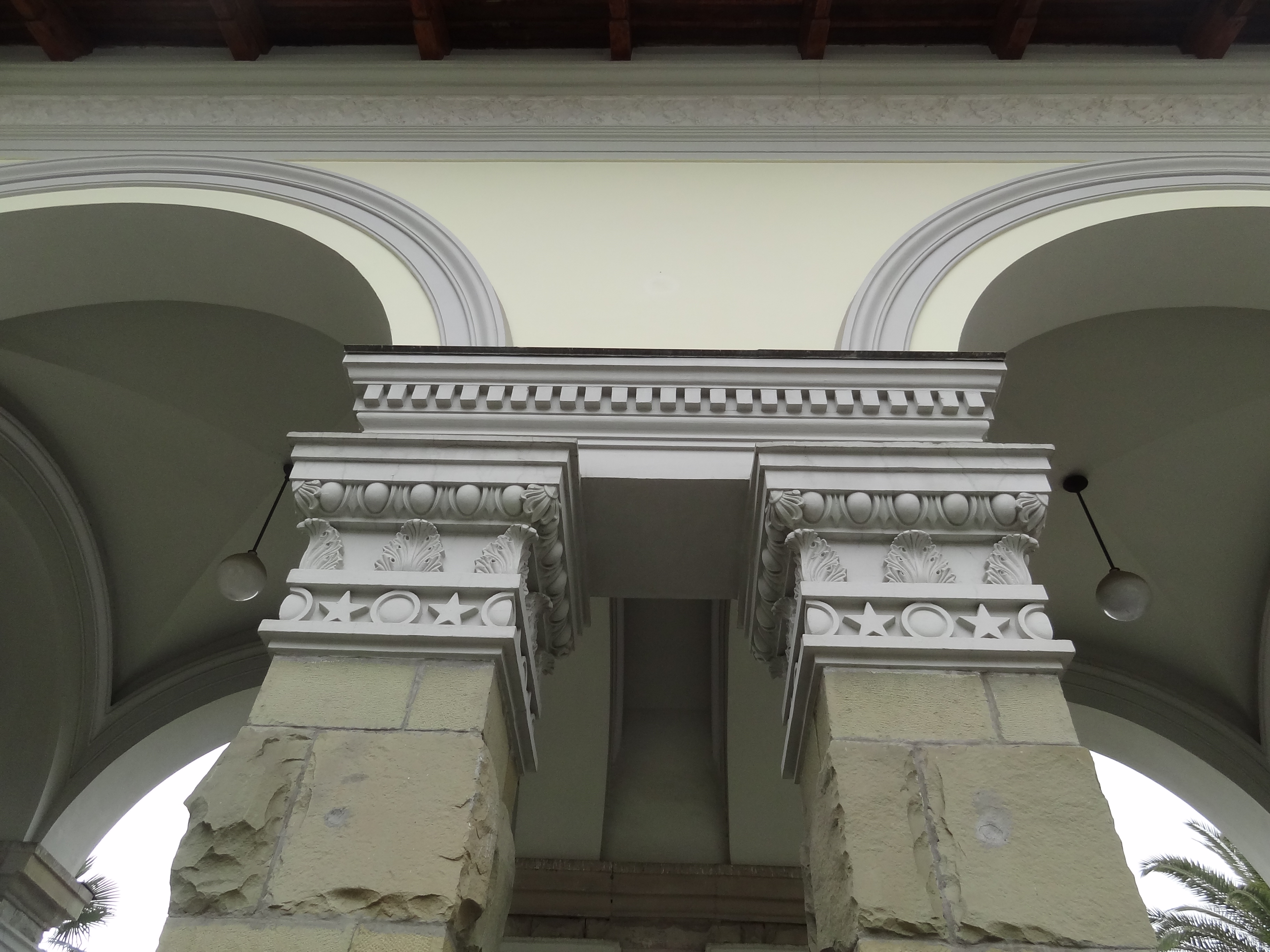
Капітелі залізничного вокзалу станції Сочі
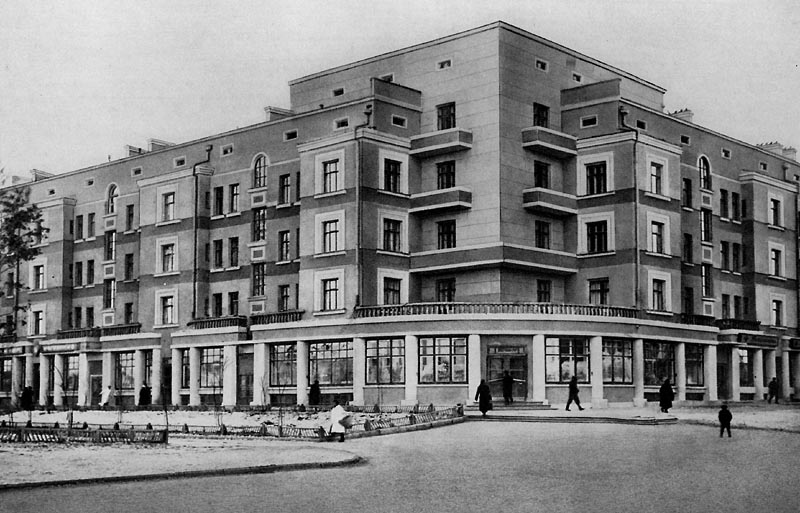
Житловий будинок (Свердловськ, 1932; архітектор Оранський)

### Ар-деко

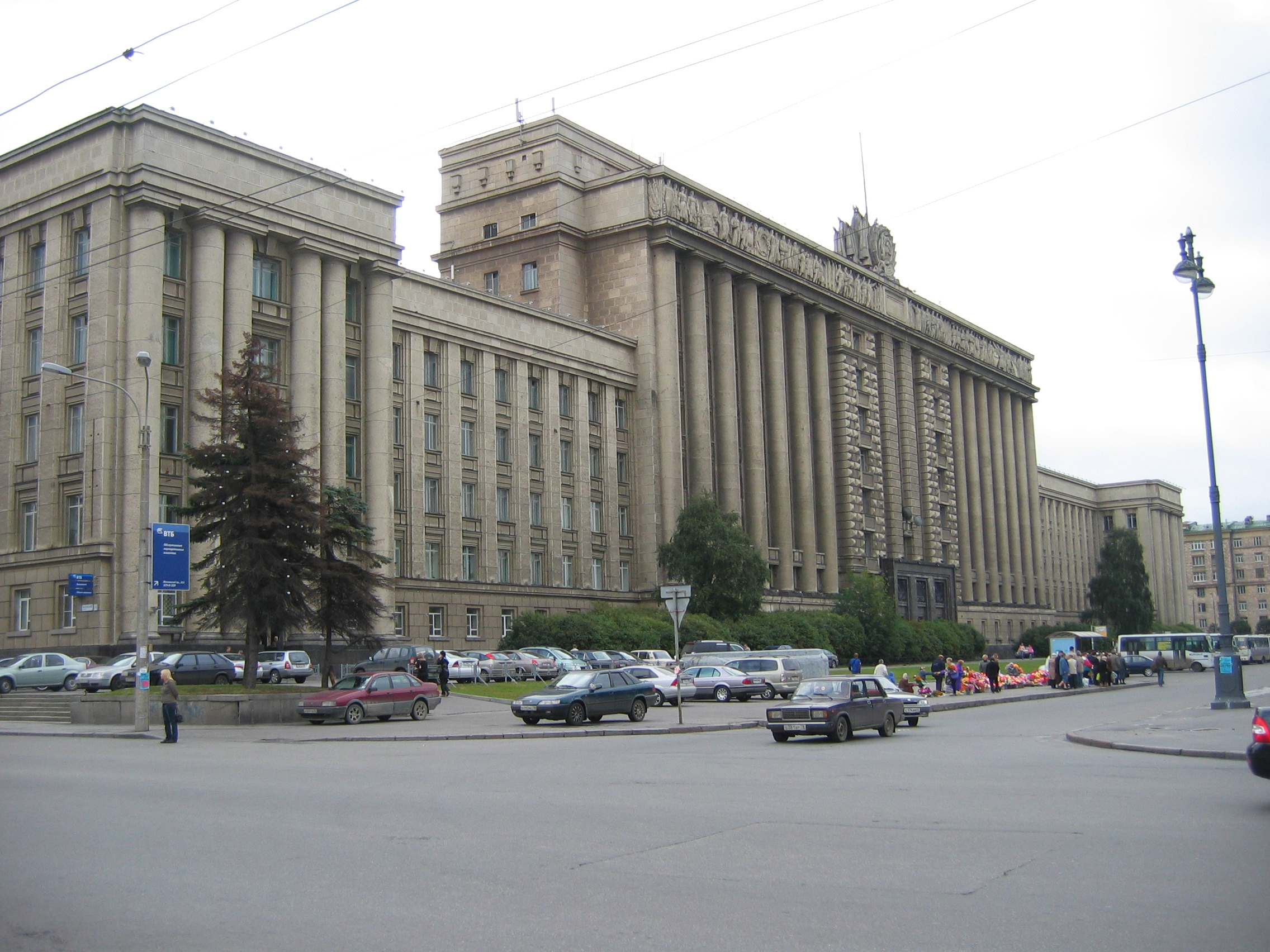
Будинок Рад (Санкт-Петербург, 1939; архітектори Троцький, Шепілевський та ін.)
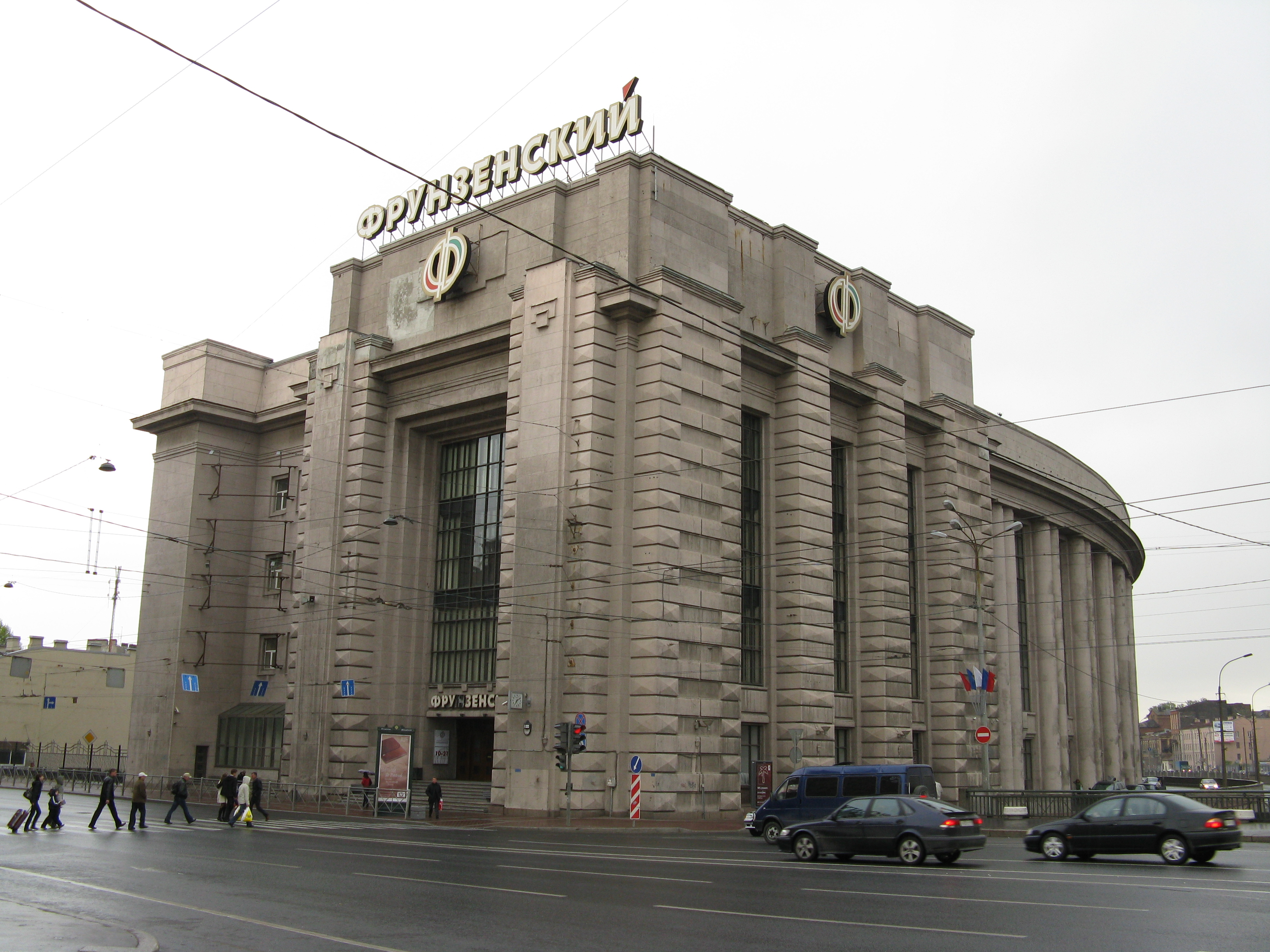
Універмаг «Фрунзенський» (Санкт-Петербург)
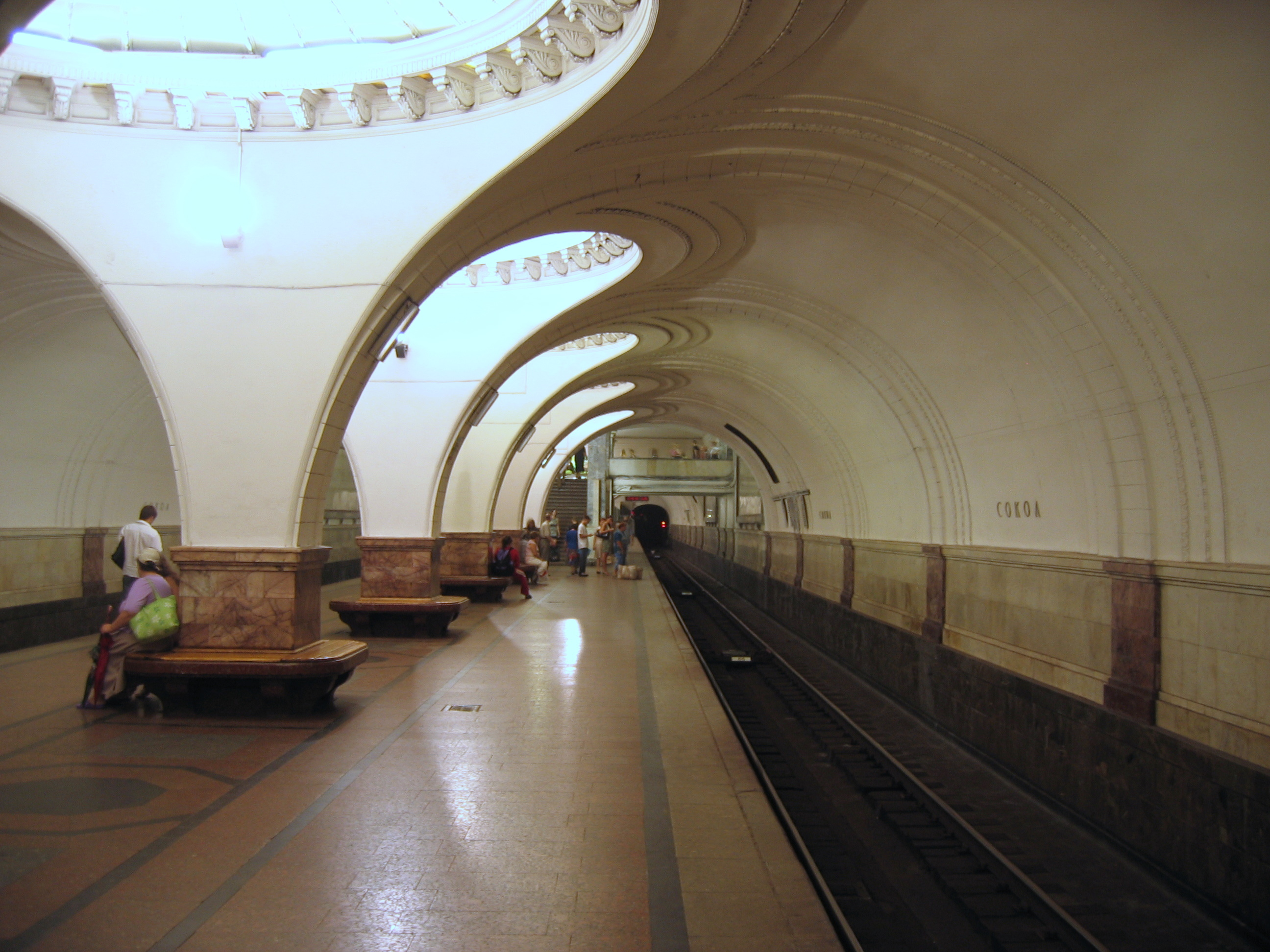
Станція «Сокіл» Московського метрополітену
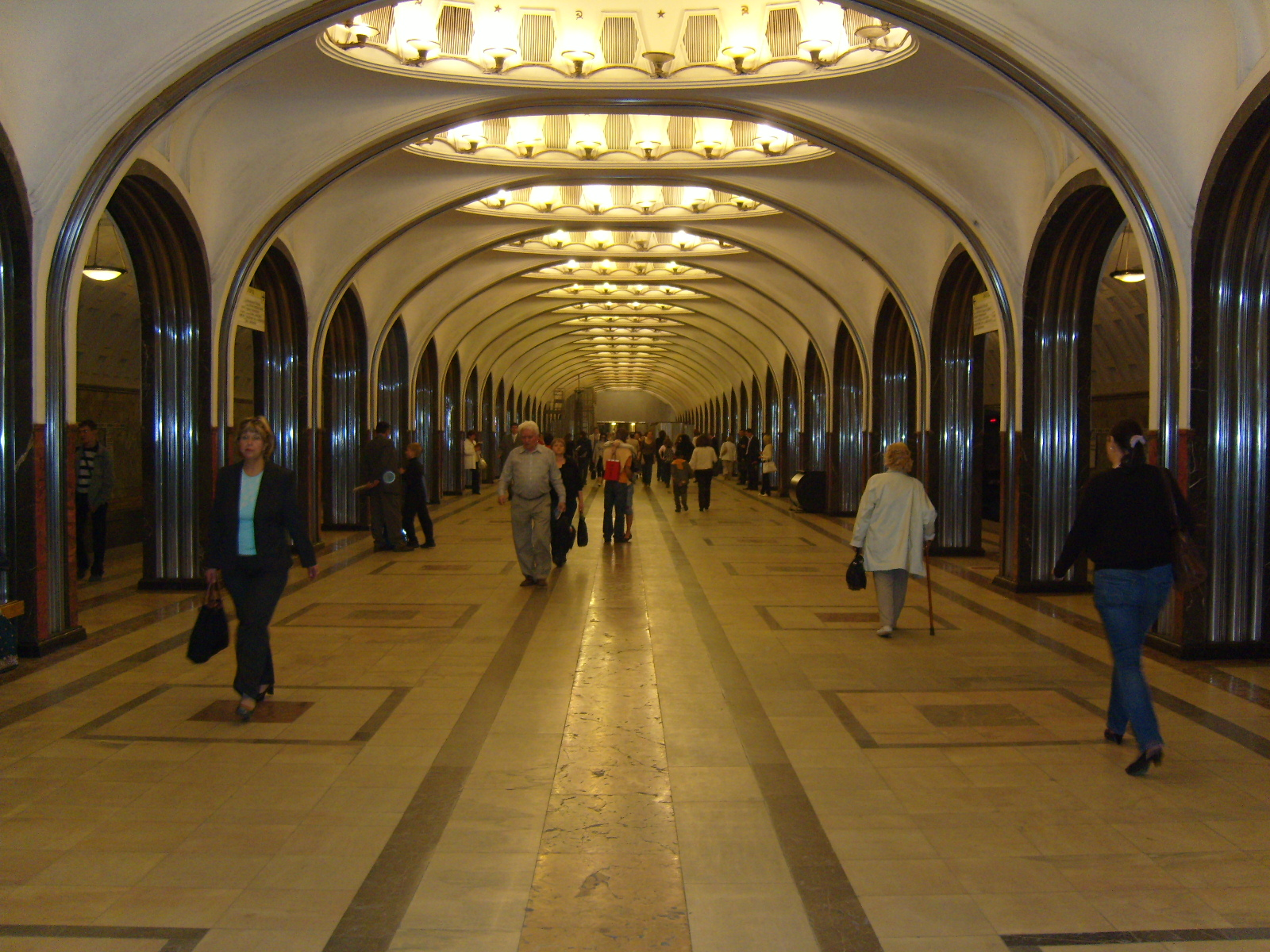
Станція «Маяковська» Московського метрополітену
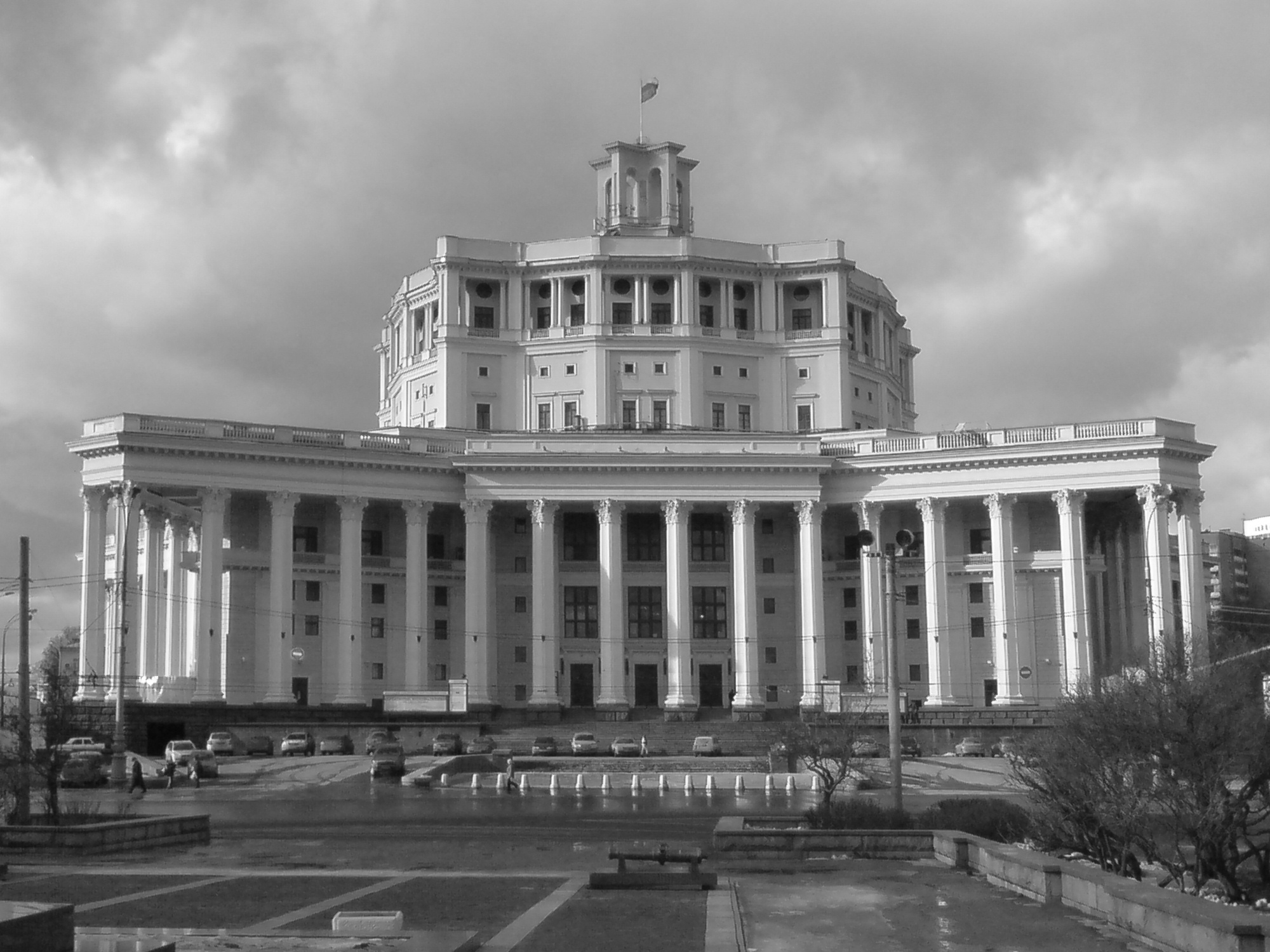
Театр Червоної Армії (Москва; архітектори Алабян, Симбірцев)
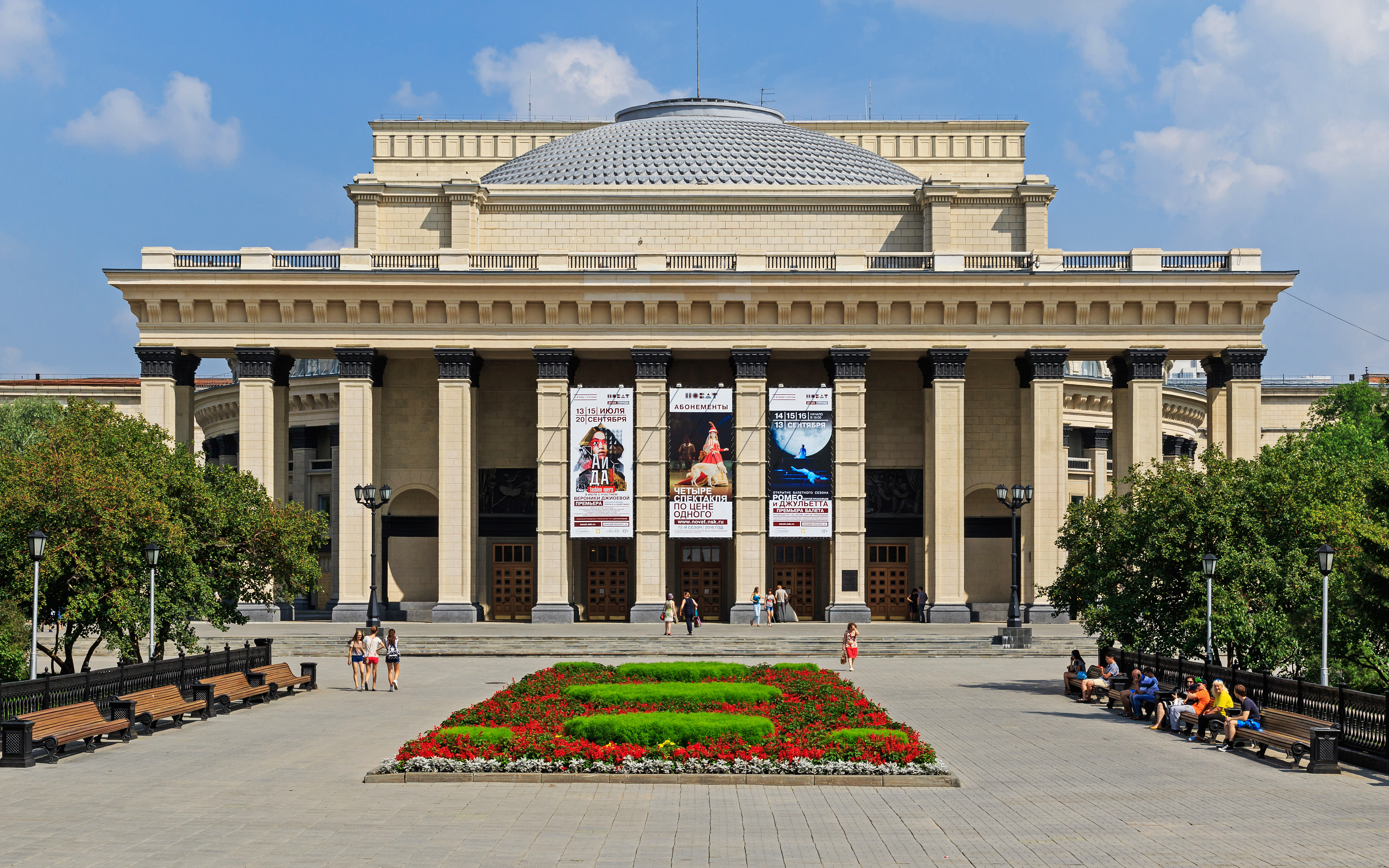
Новосибірський оперний театр
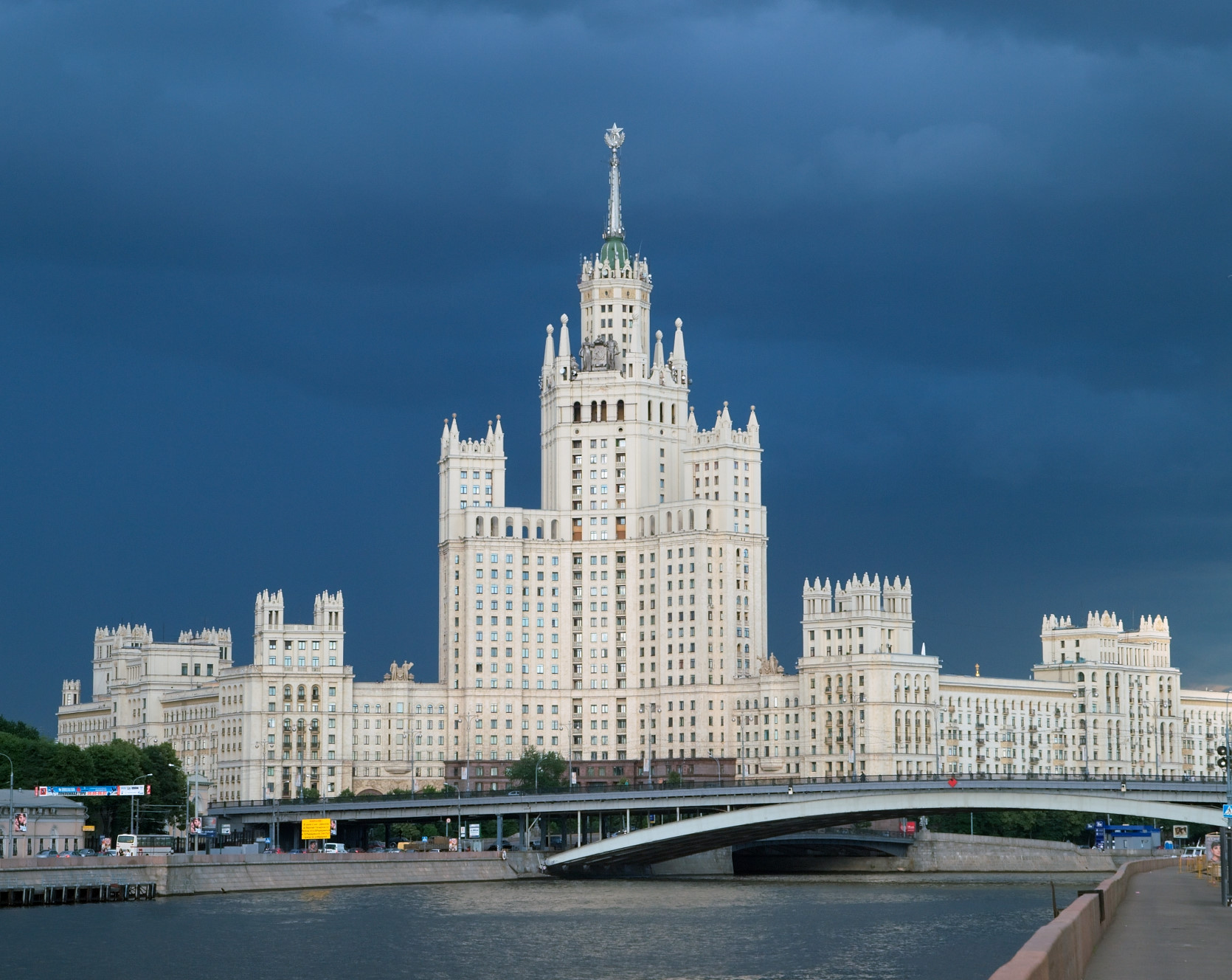
Висотна будівля на Котельницькій набережній
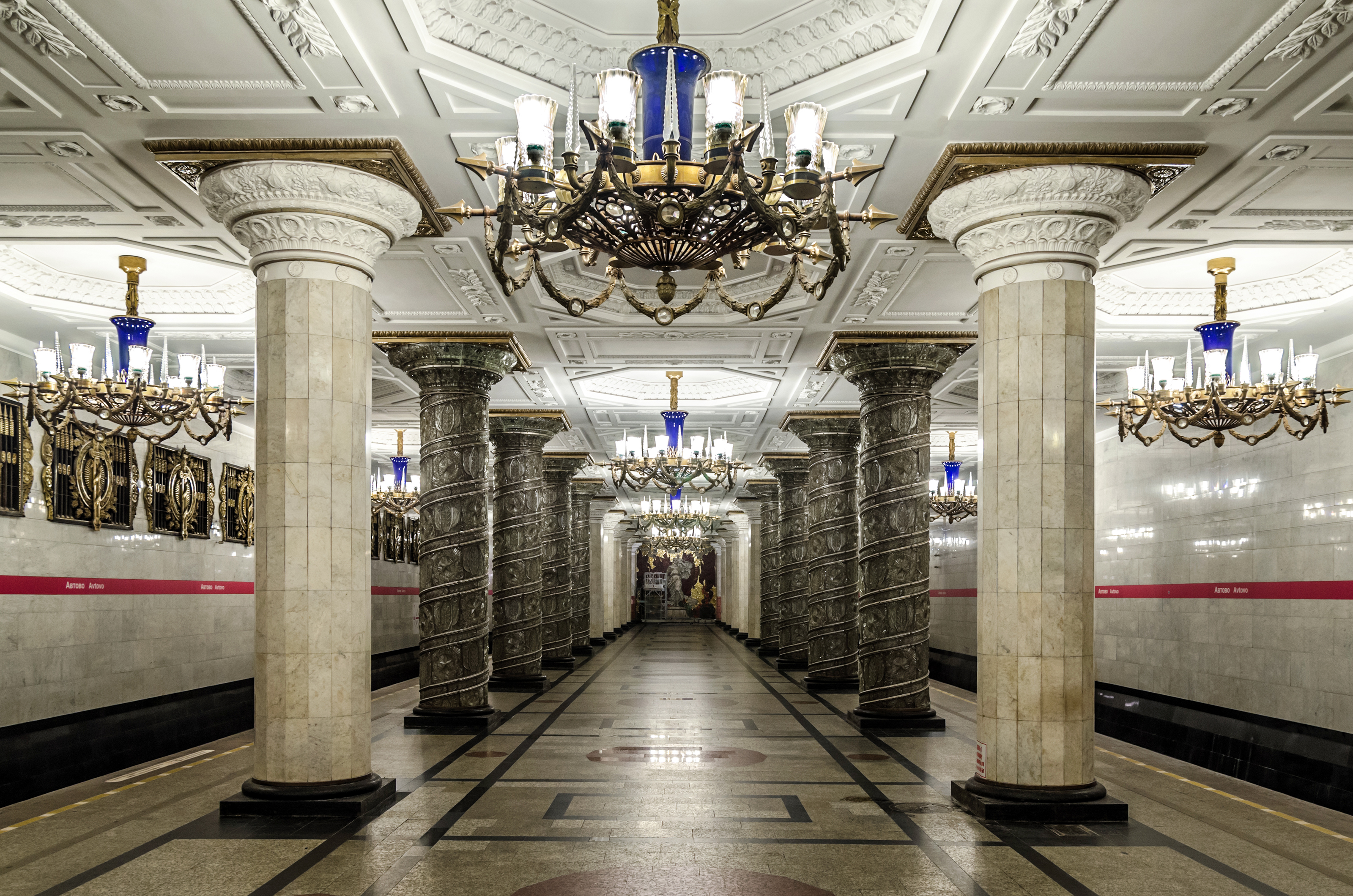
Станція «Автово» Ленінградського метрополітену
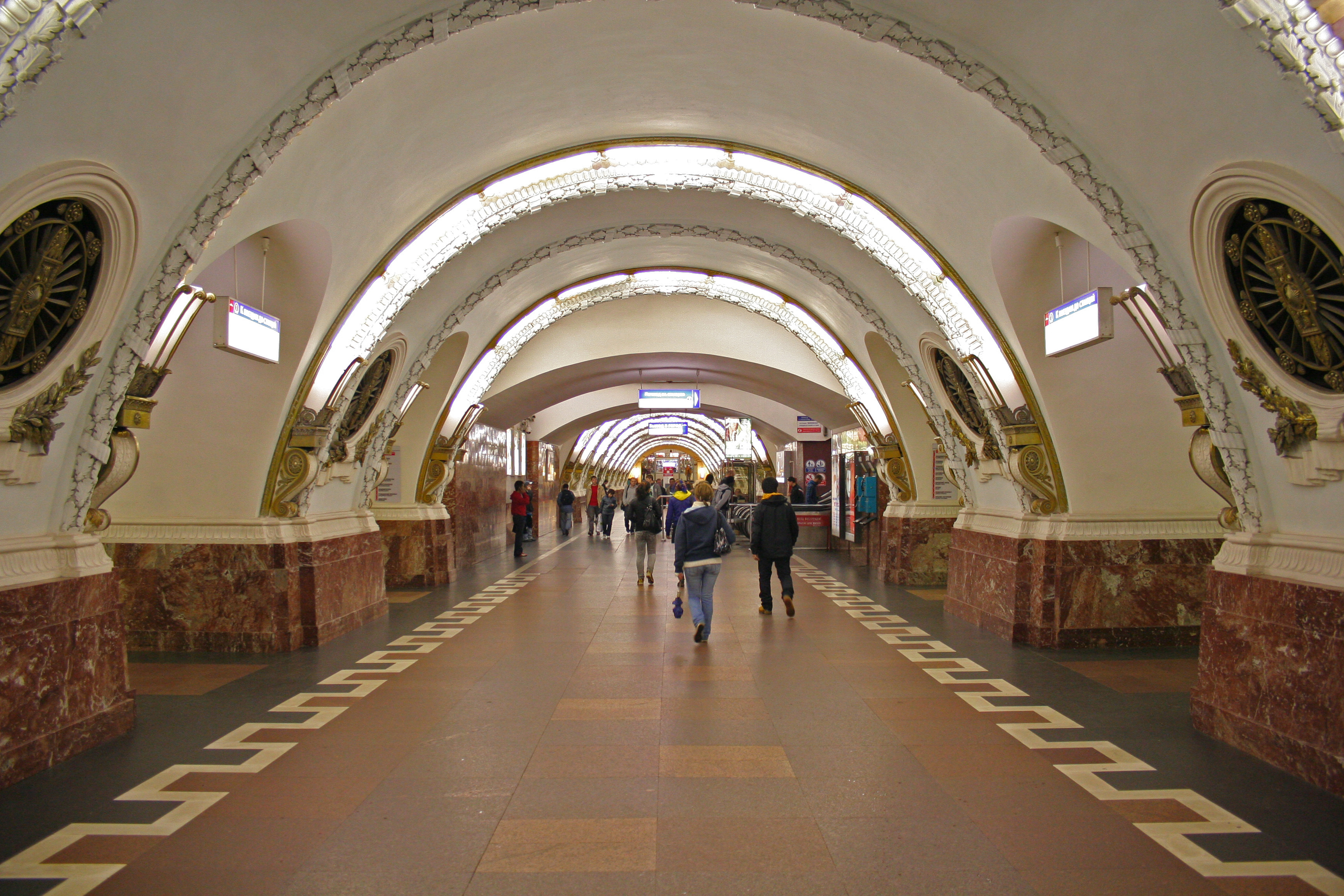
Станція «Площа Повстання» Ленінградського метрополітену
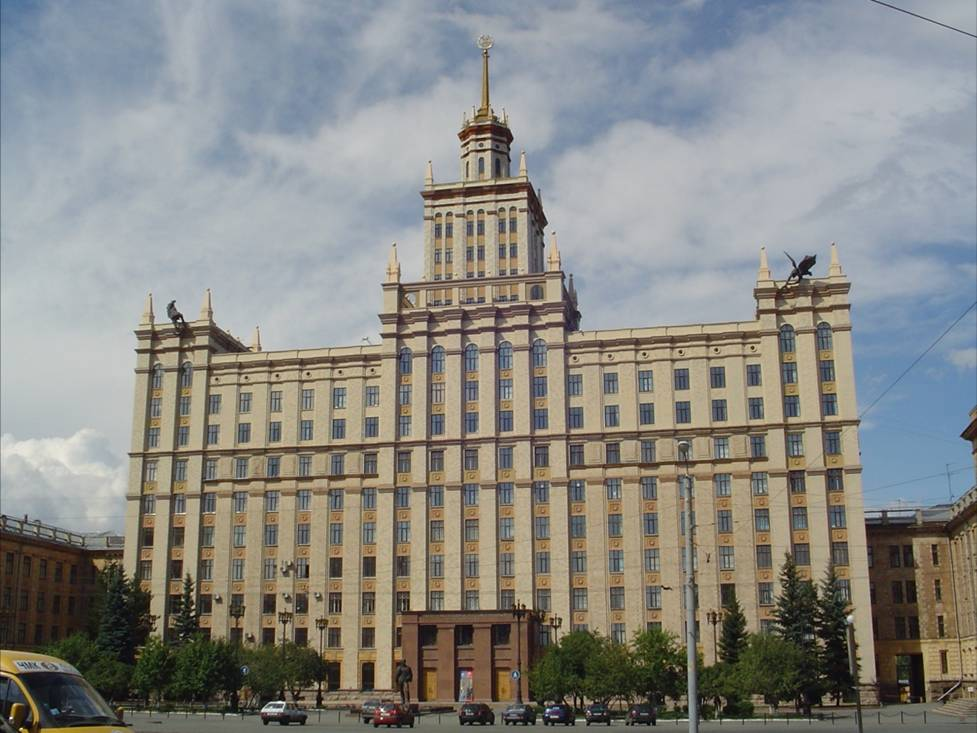
Головний корпус Південно-Уральського державного університету в Челябінську

### Неокласицизм

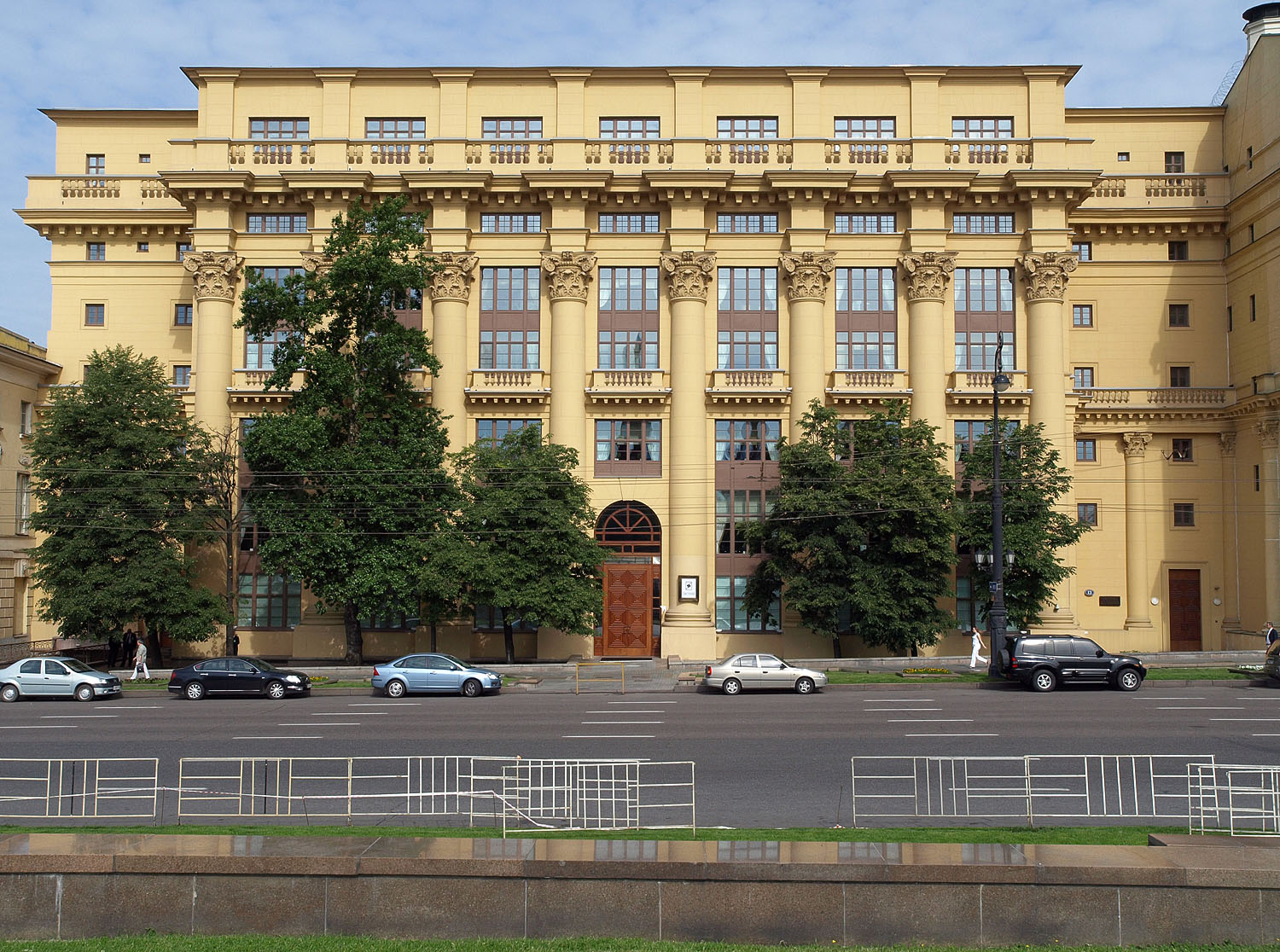
Будинок на Моховій (1932—1934)
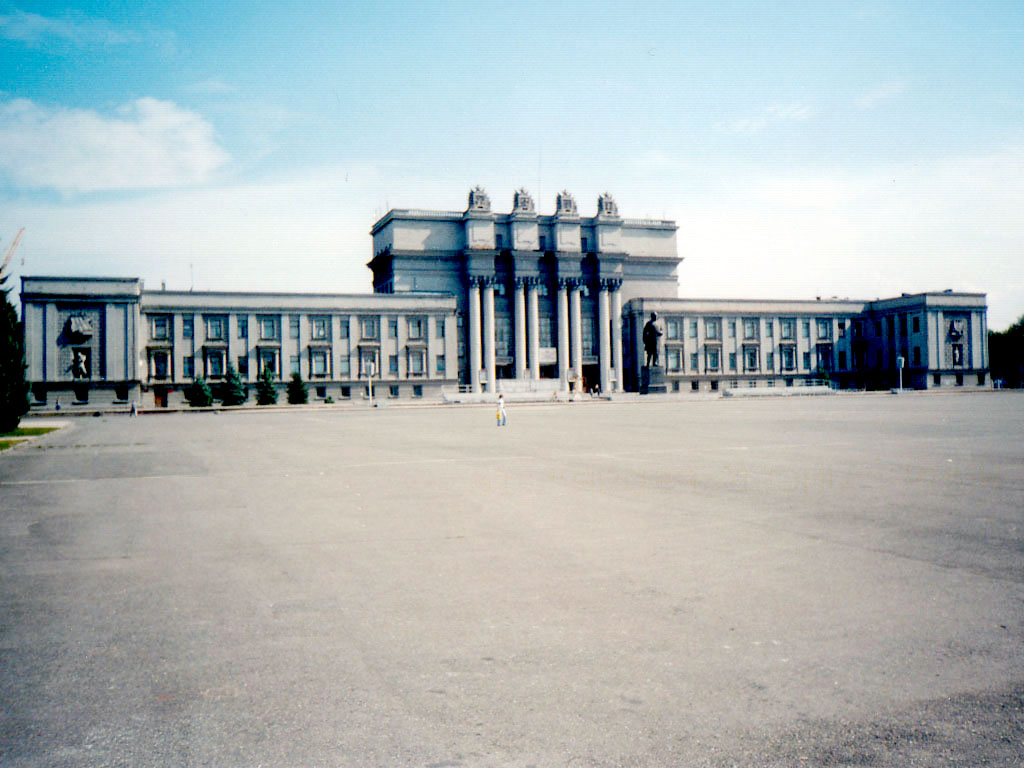
Самарський академічний театр опери та балету
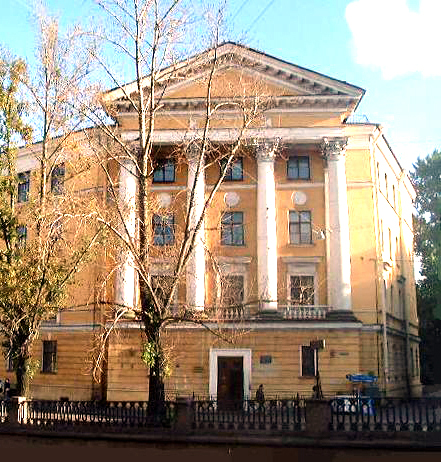
Ленінградська школа (1947; архітектор Шепілевський)
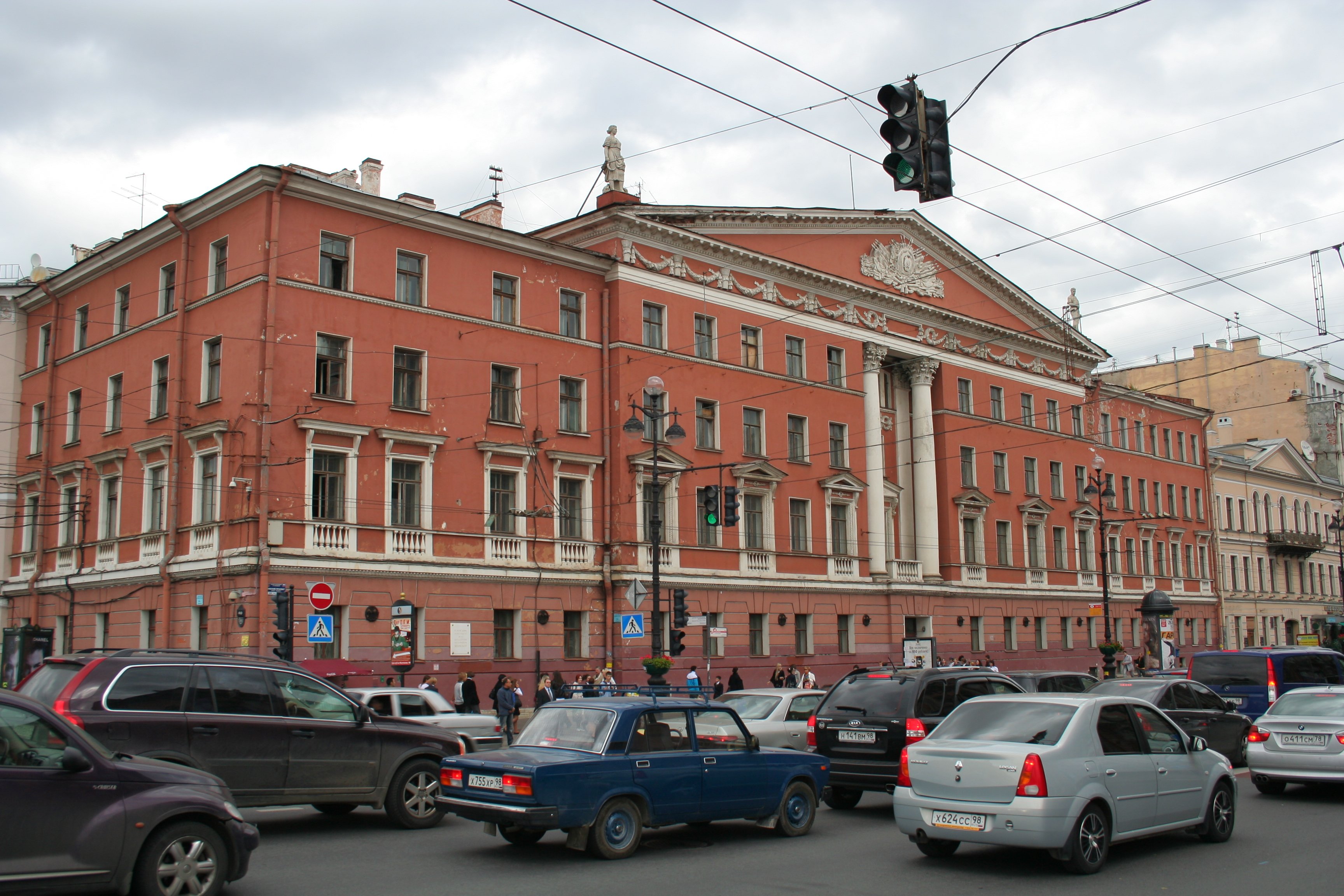
Реконструйований будинок № 68 на Невському проспекті (1947—1950; архітектори Журавльов, Фомін)
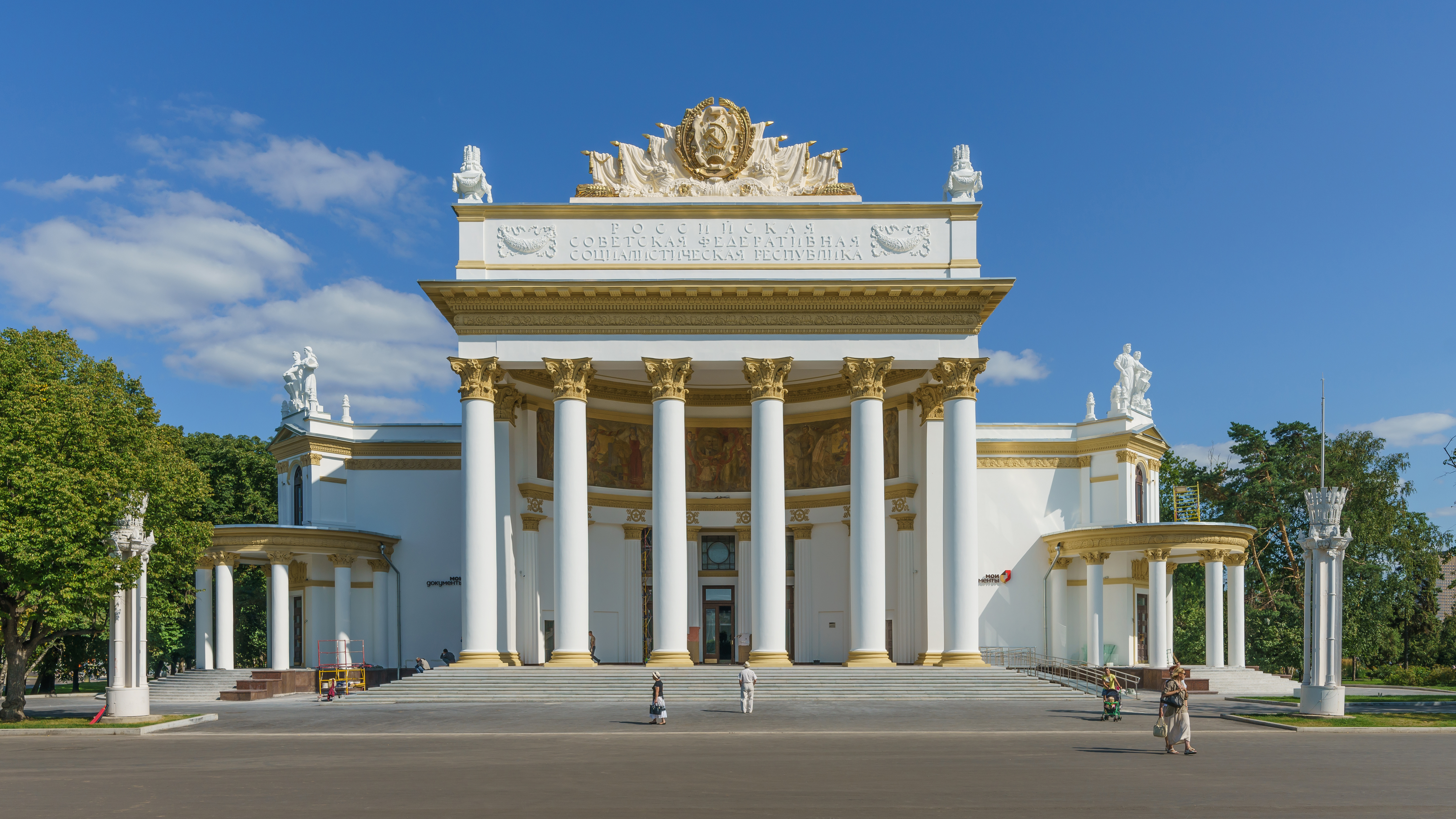
Павільйон РСФРР на ВДНГ
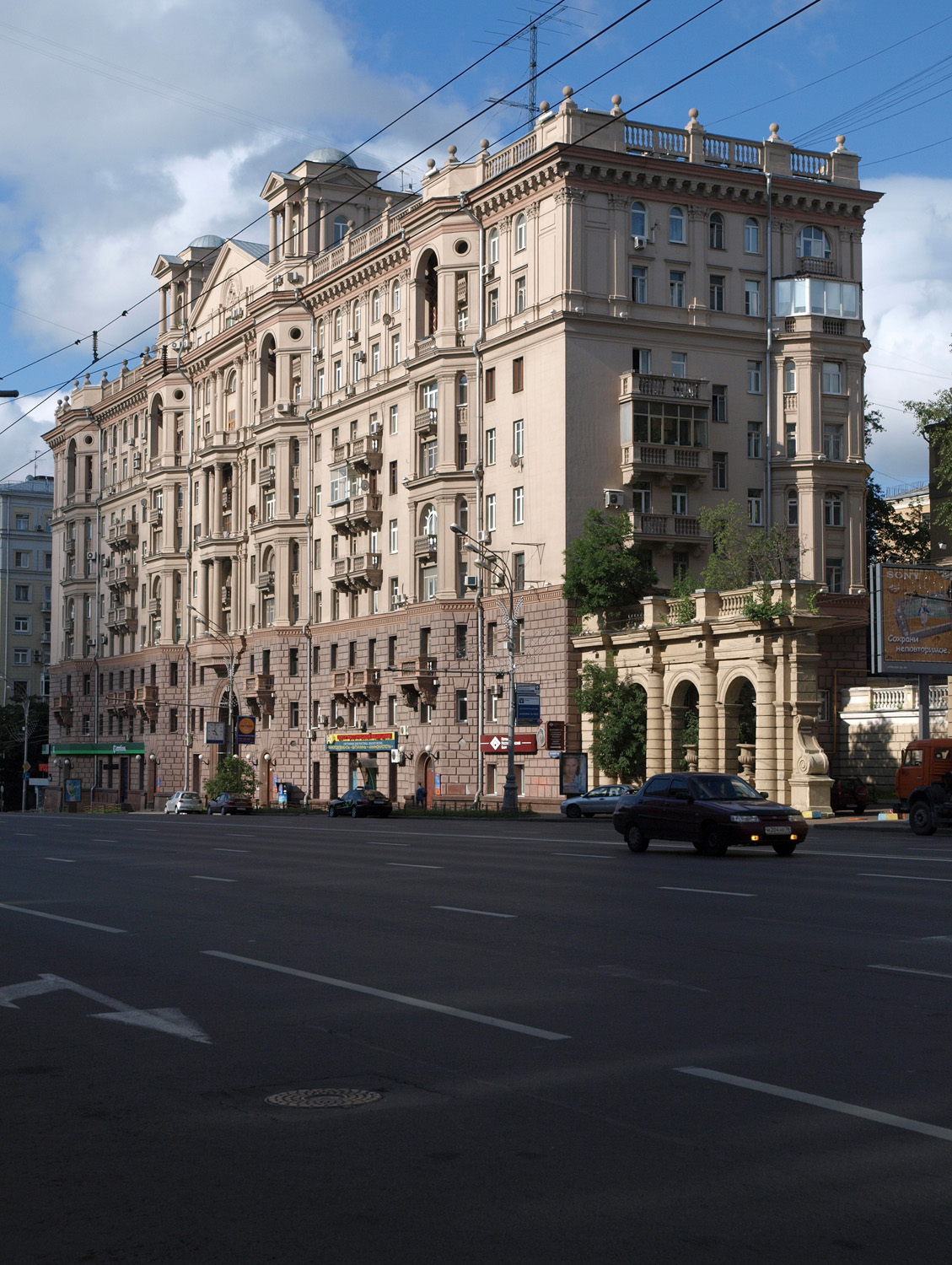
Житловий будинок працівників МДБ (Москва)
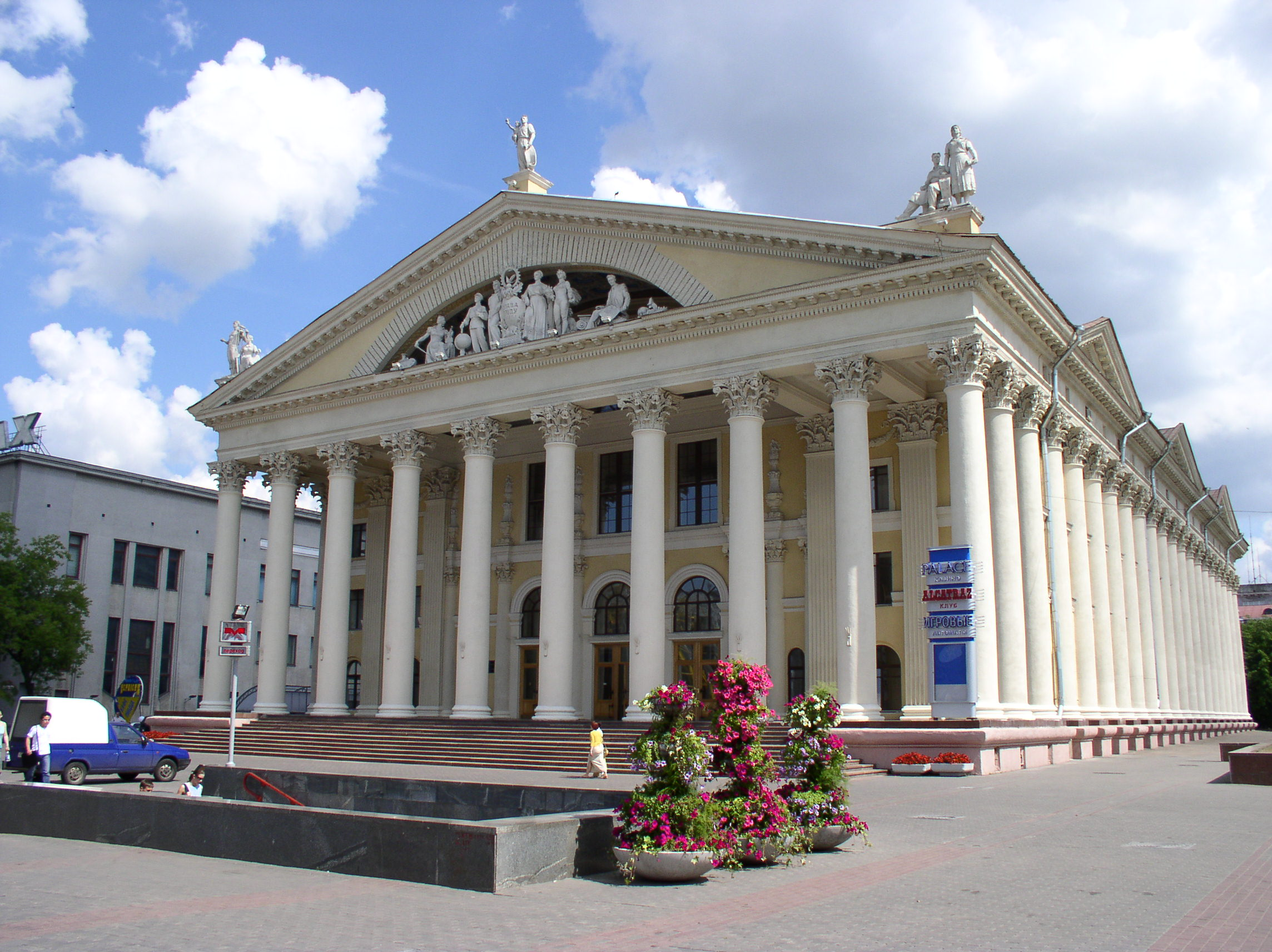
Будинок культури професійних спілок у Мінску (1956; Автор проекту : В. Єршов)
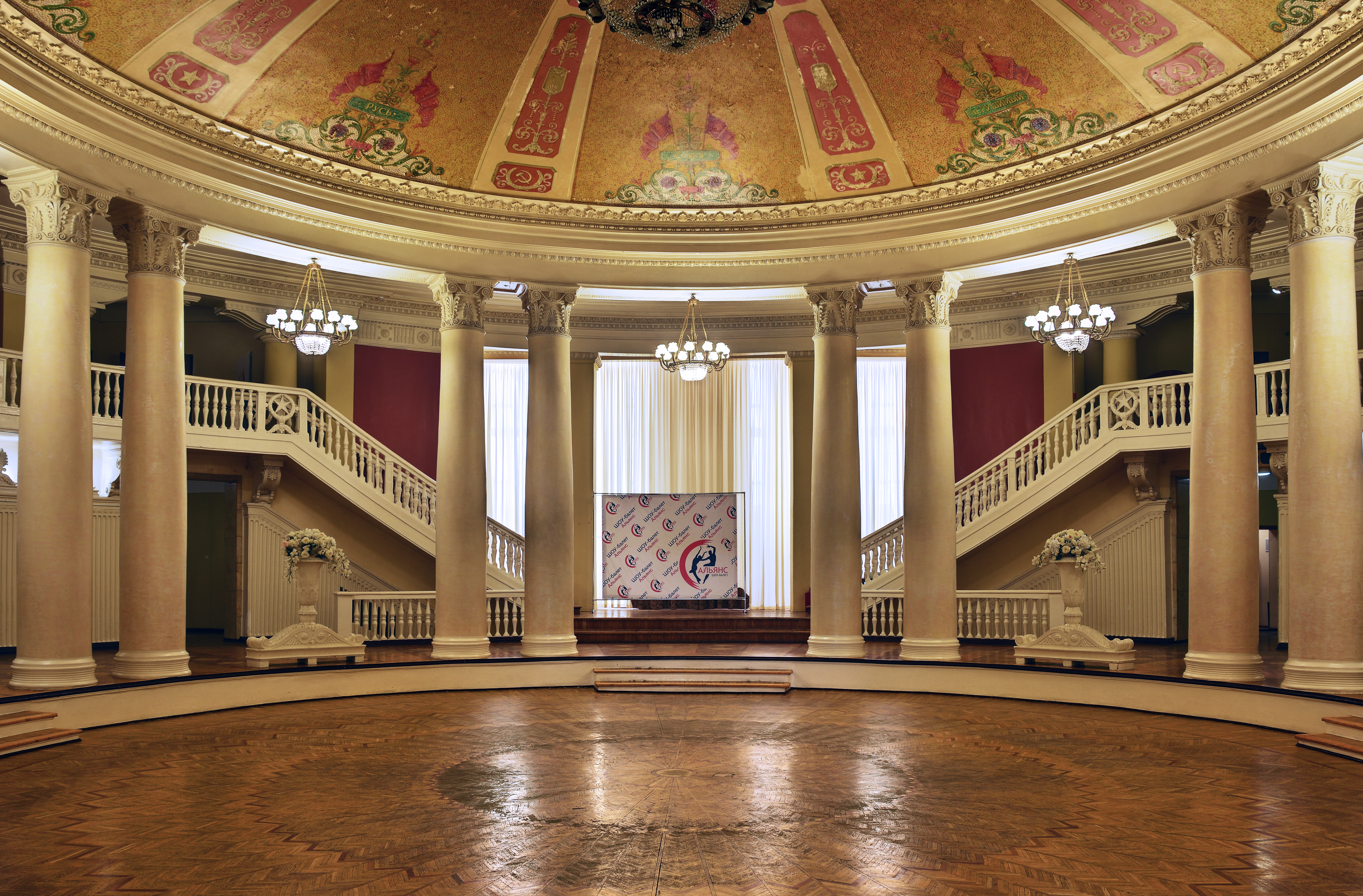
Фоє Палацу металургів в Нижньому Тагілі (1952).

### Ампір

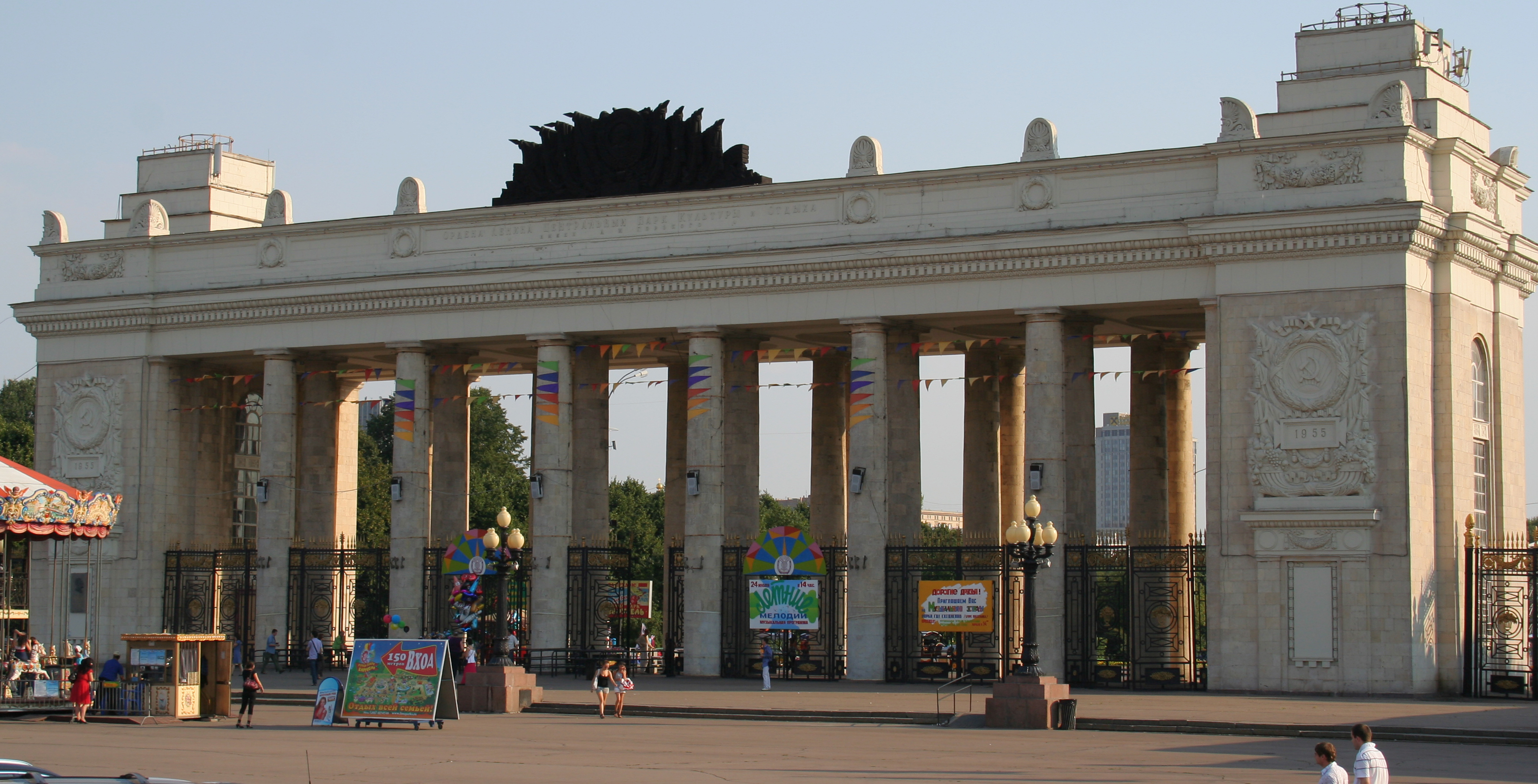
Центральний вхід до ЦПКіВ ім. Горького у Москві
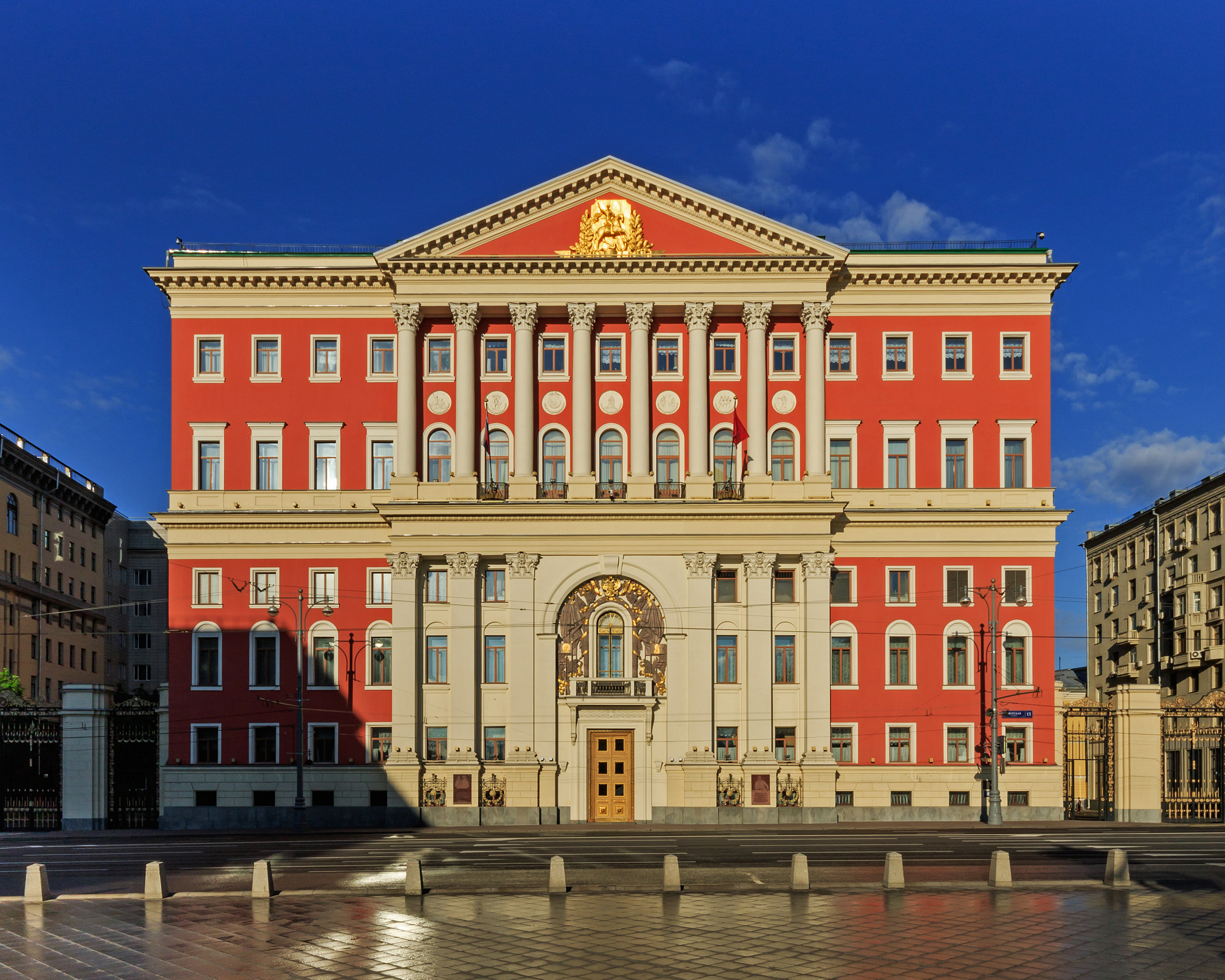
Реконструйована будівля Моссовета на Тверській вулиці (автор реконструкції — Д. Чечулін)
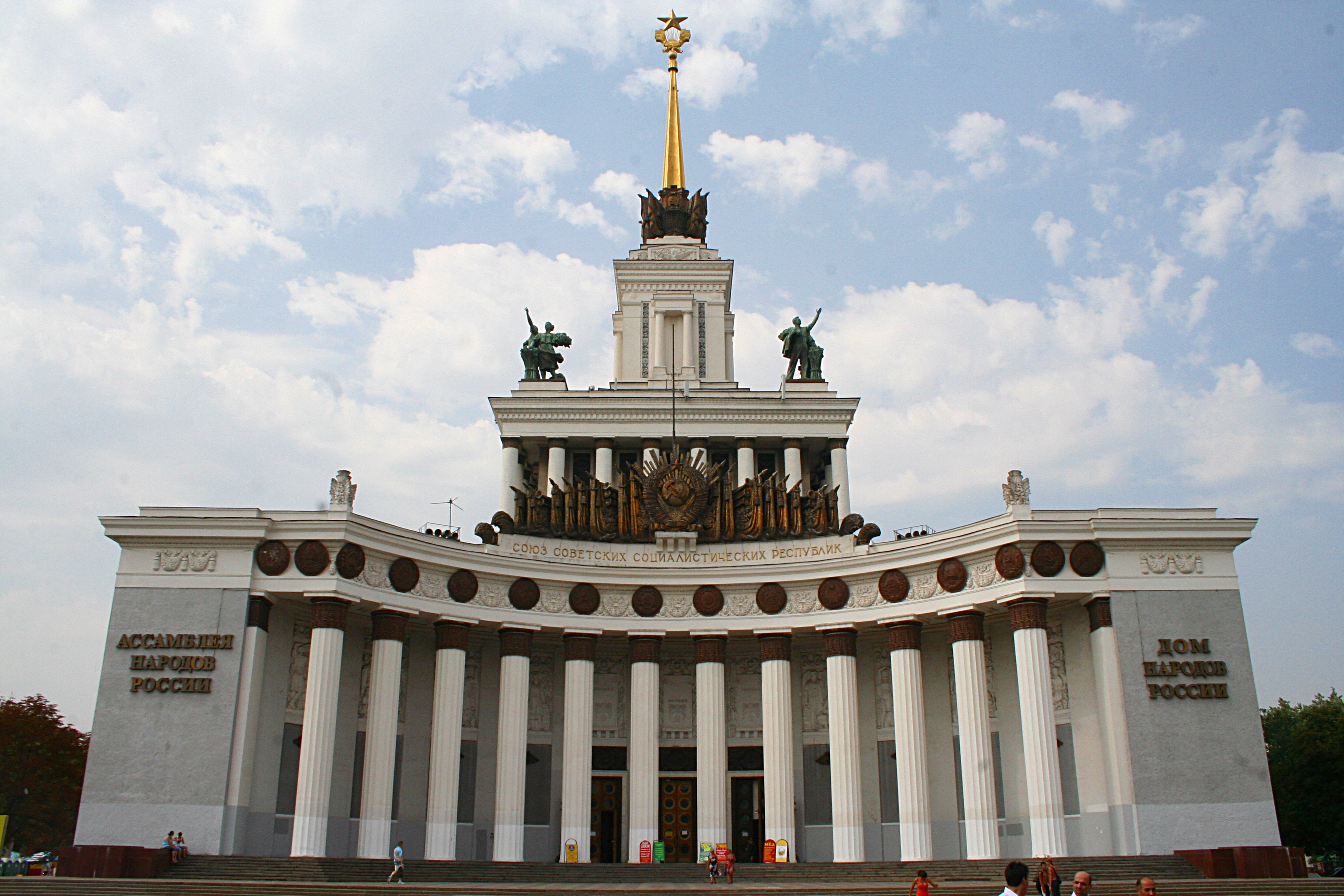
Головний павільйон ВДНГ
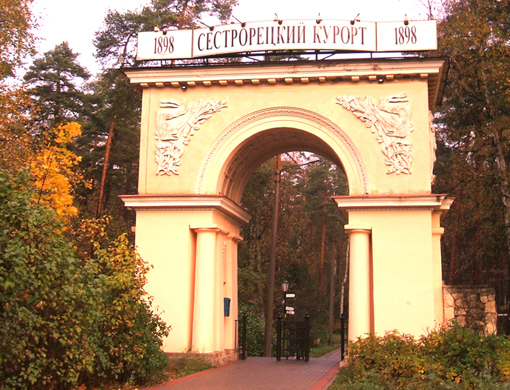
Арка Сестрорецького курорту (архитектор В. Д. Кирхоглани)
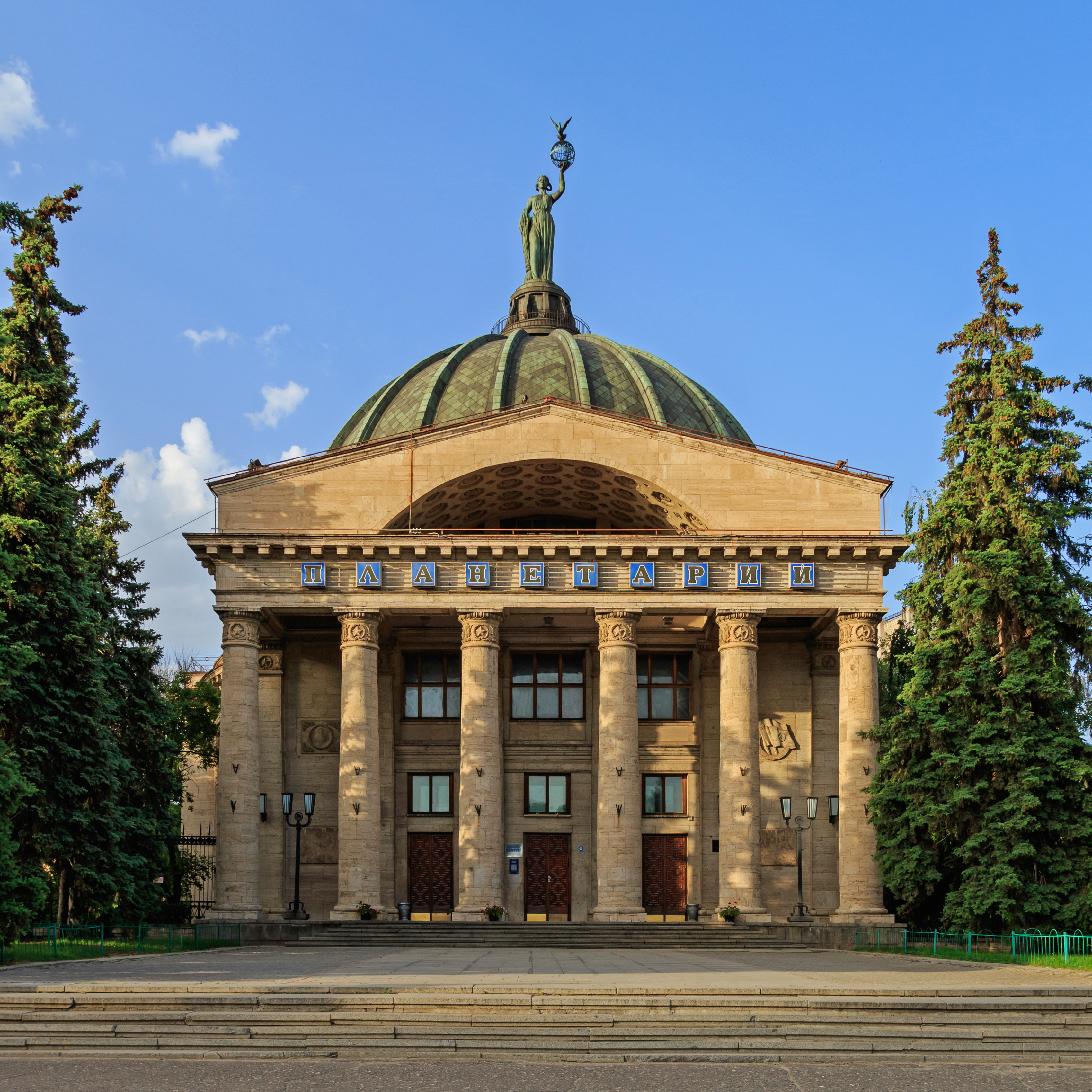
Волгоградський планетарій (1954; архітектор Симбірцев)
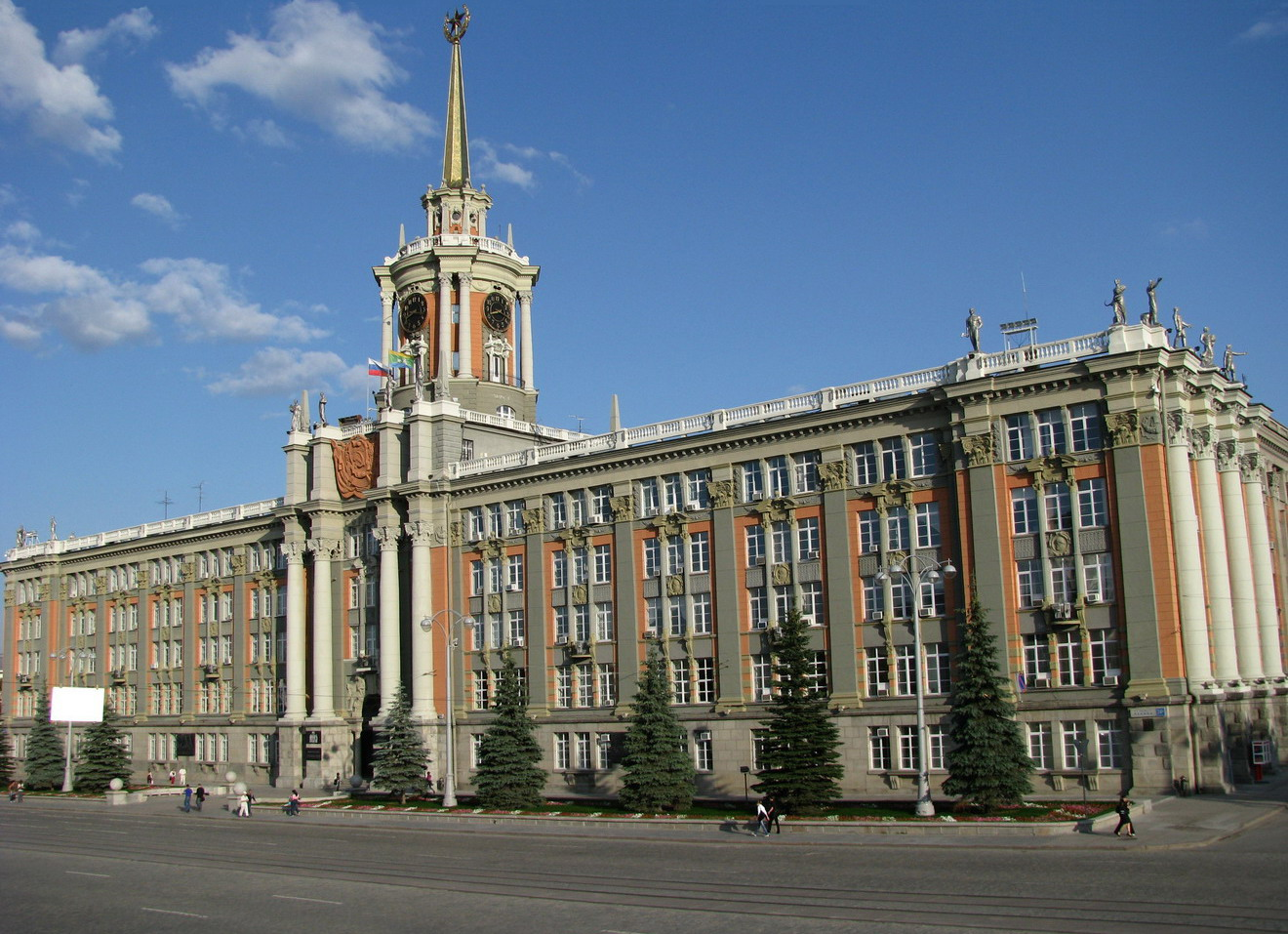
Будівля Свердловської міської ради (1947—1954; архітектори Георгій Голубєв, Мойсей Рейшер).

### Еклектика й інше

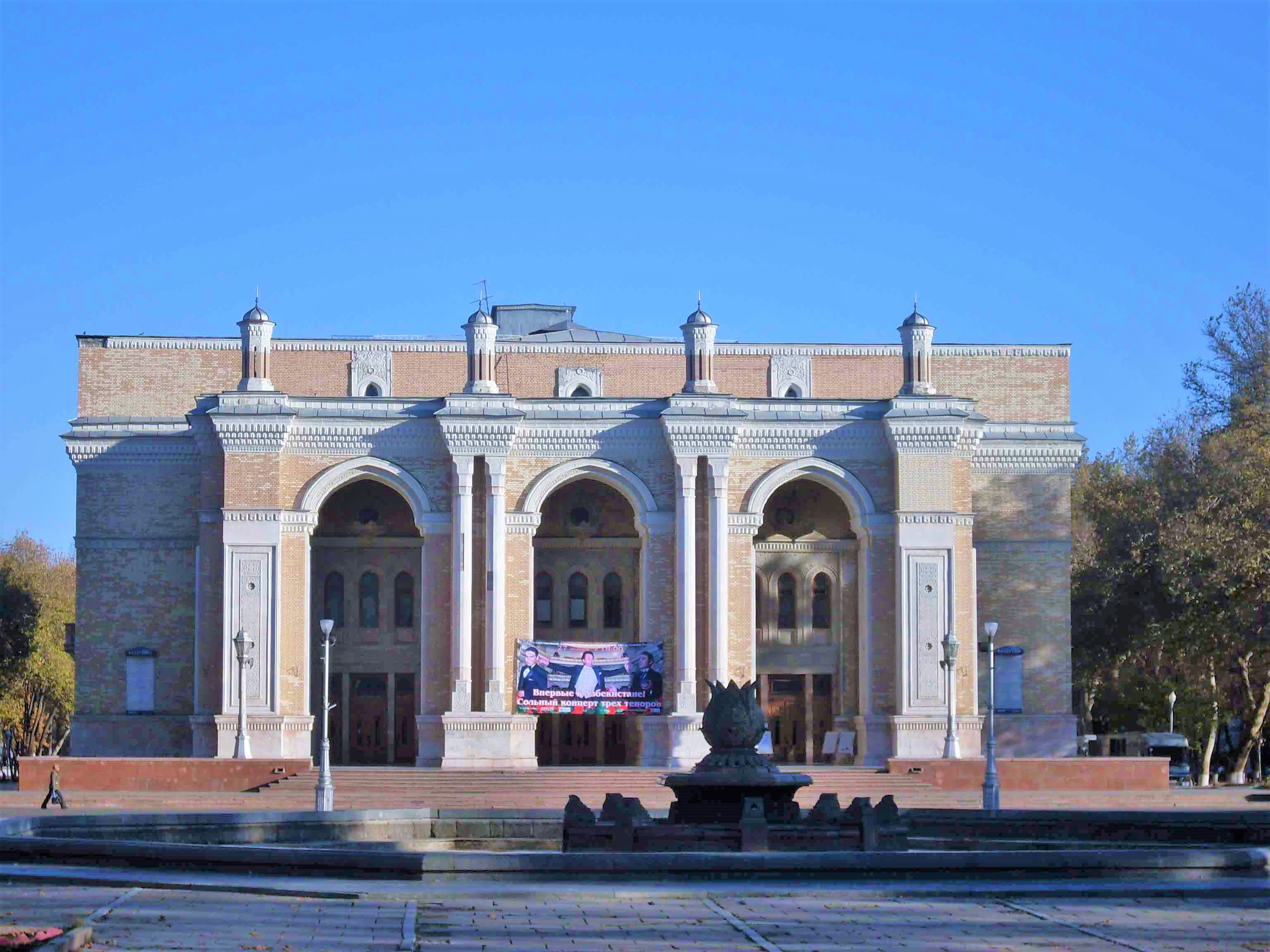
Великий театр ім. Алішера Навої в Ташкенті
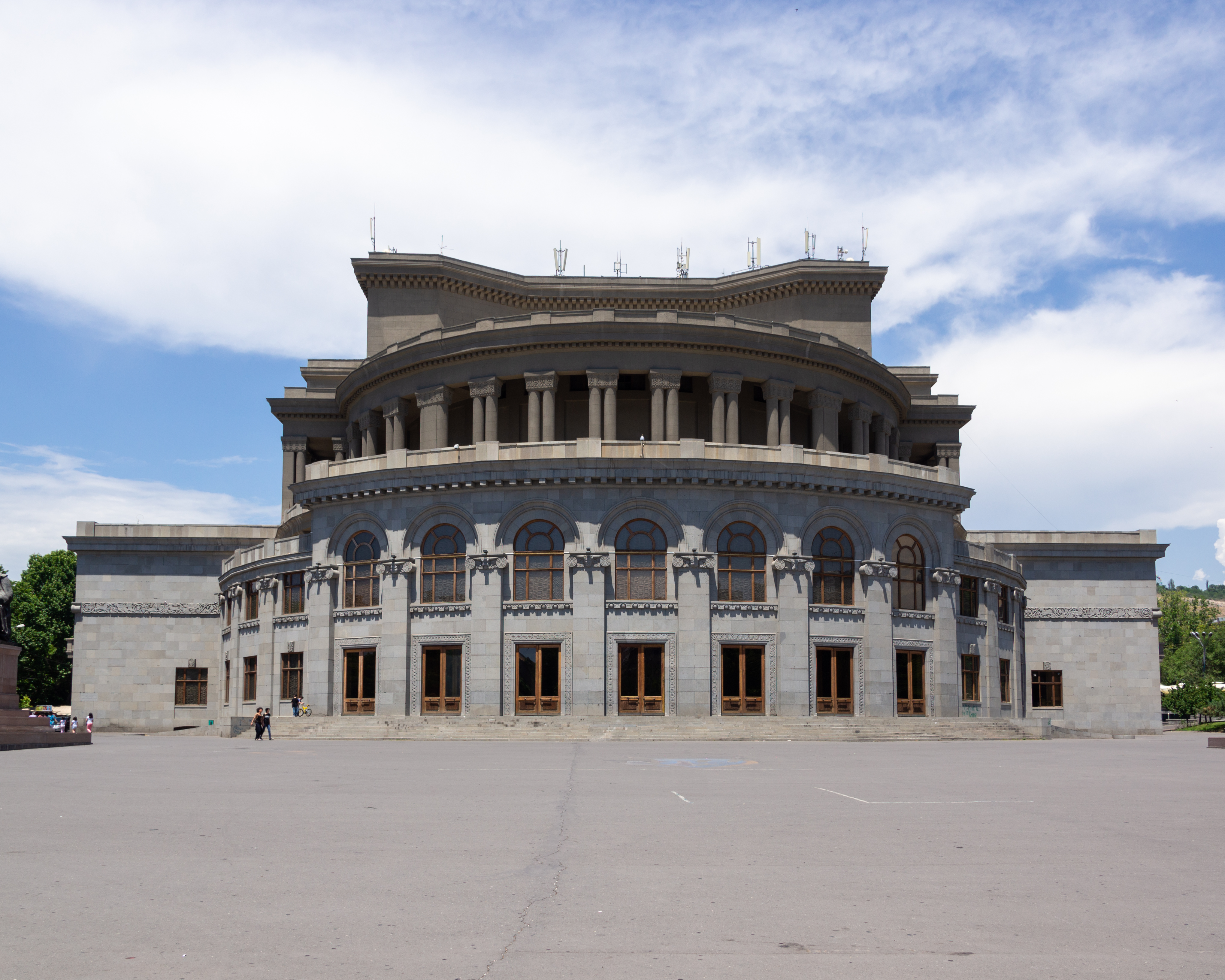
Вірменський академічний театр опери та балету ім. А. Спендіарова у Єревані (архітектор Олександр Таманян)
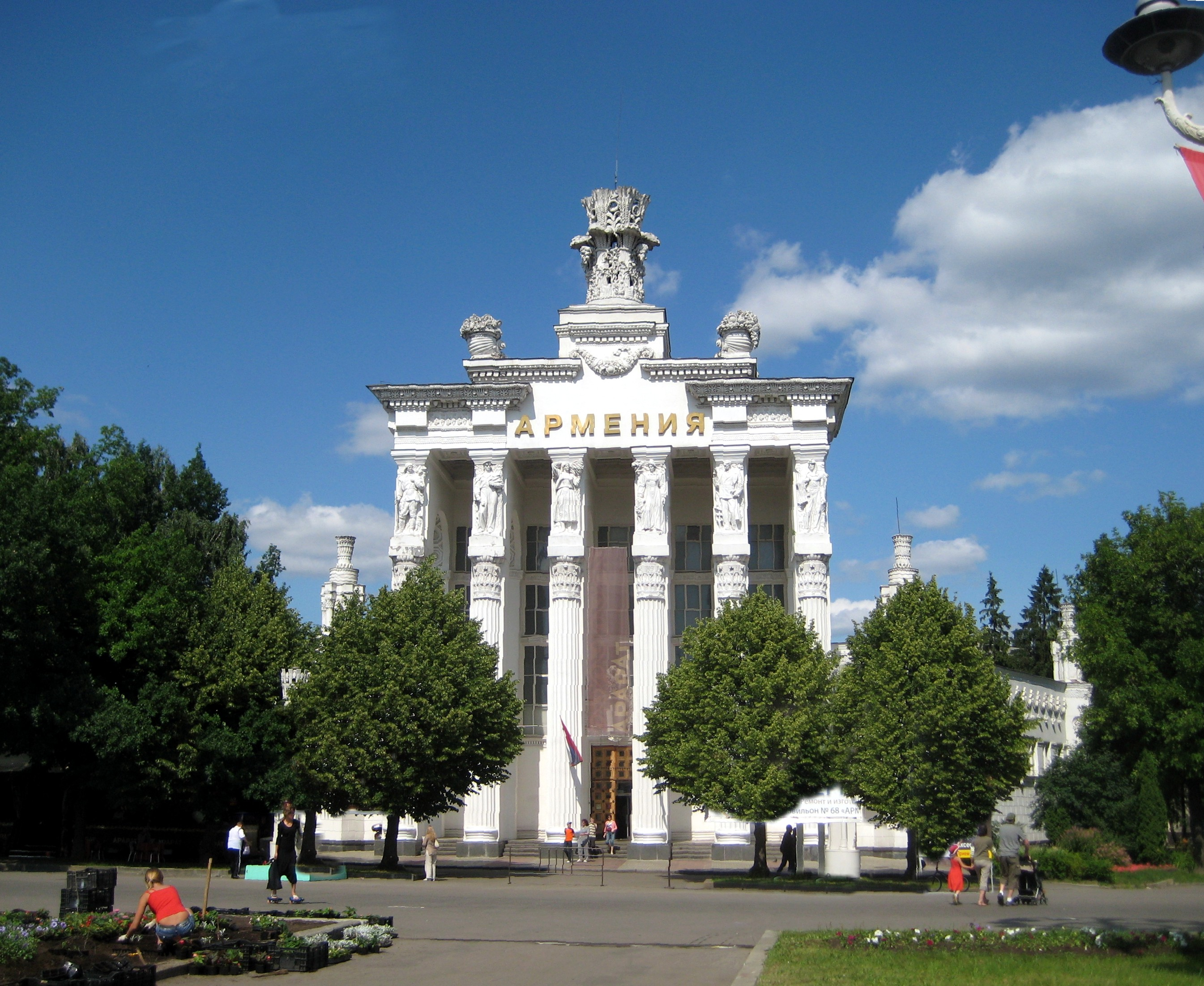
Павільйон «Арменія» на ВДНГ

## Світ

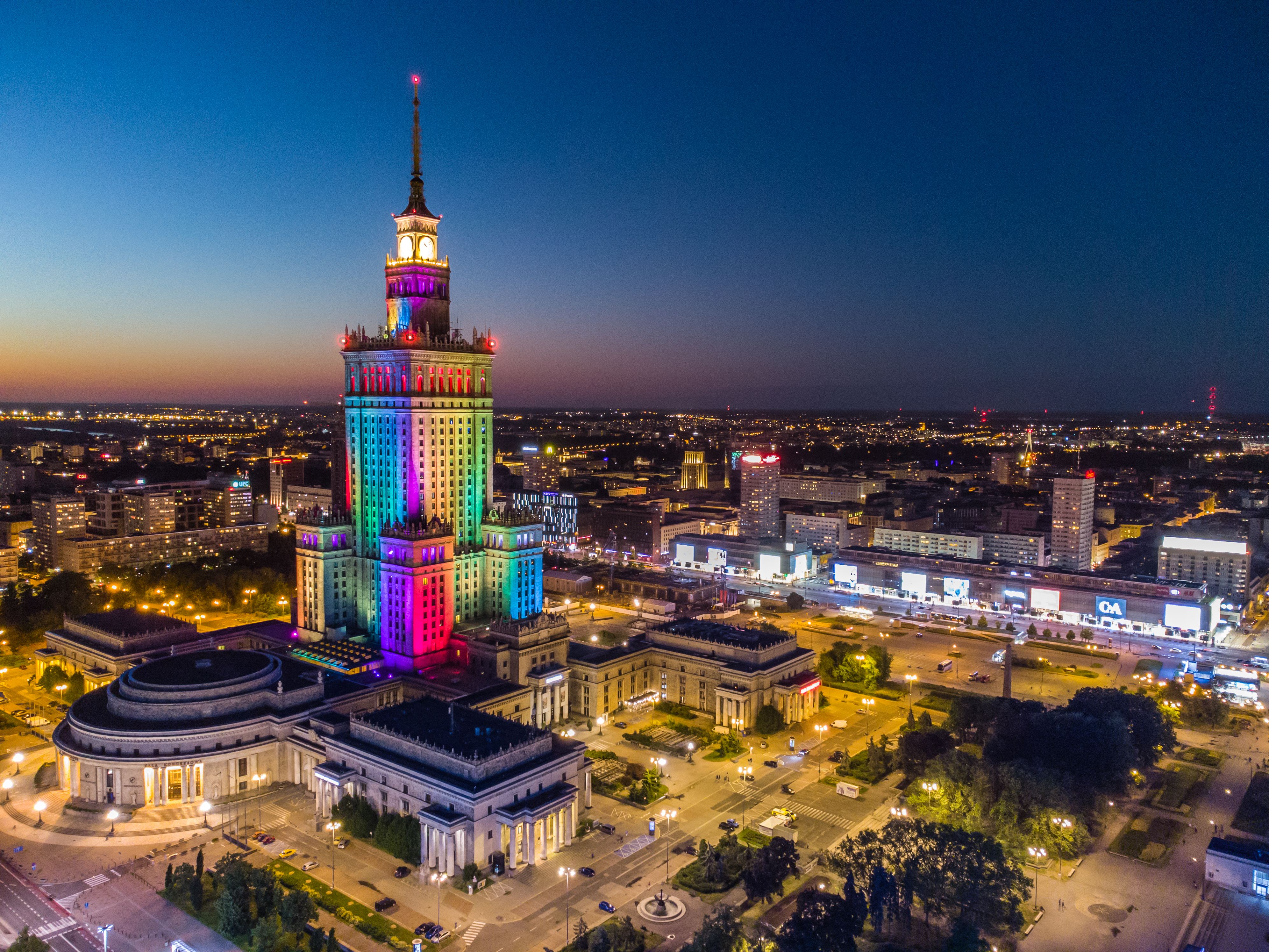
Палац культури і мистецтва у Варшаві (Польща, 1952-1955; архітектор Лев Руднєв)
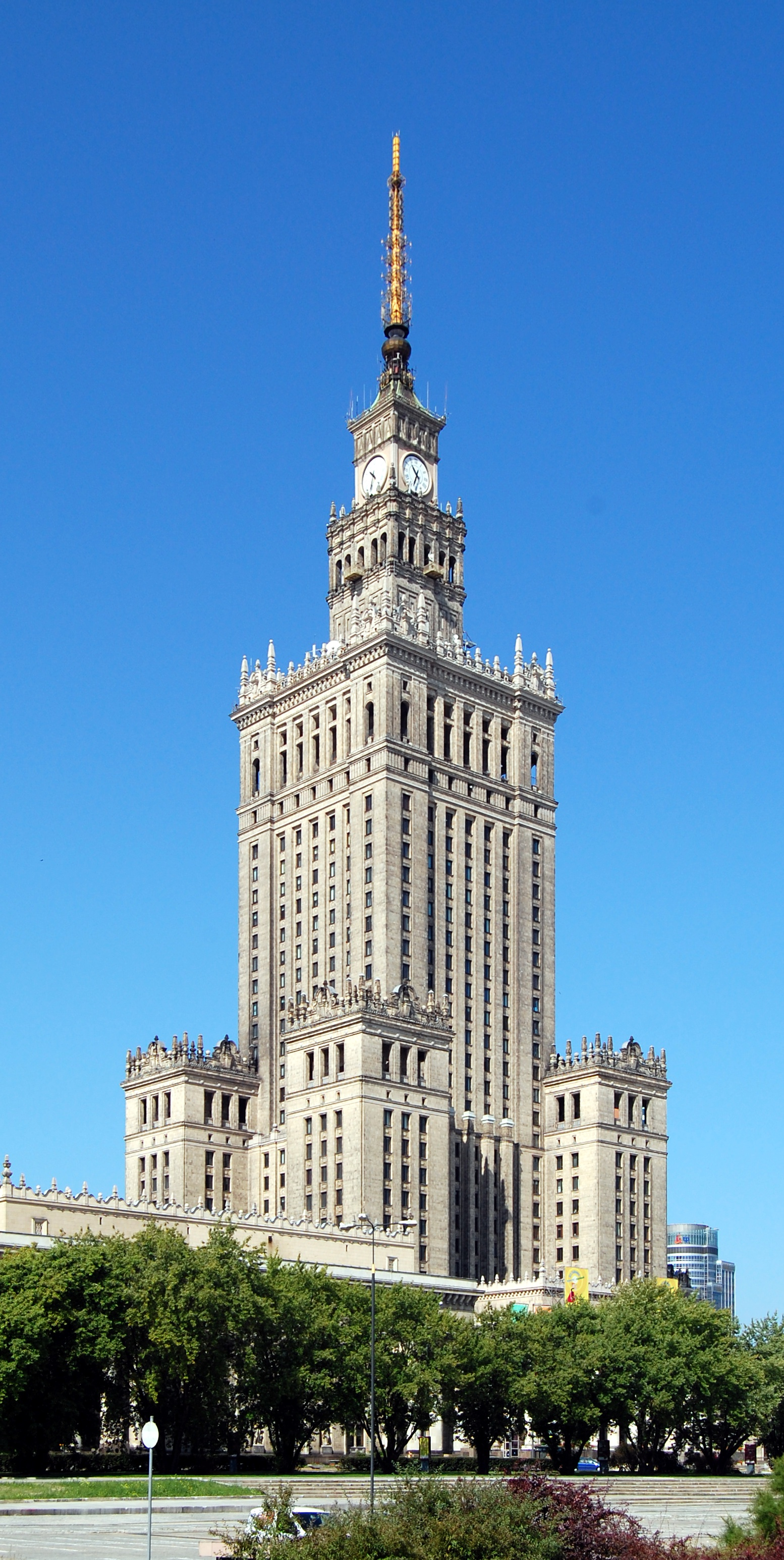
Палац культури і мистецтва
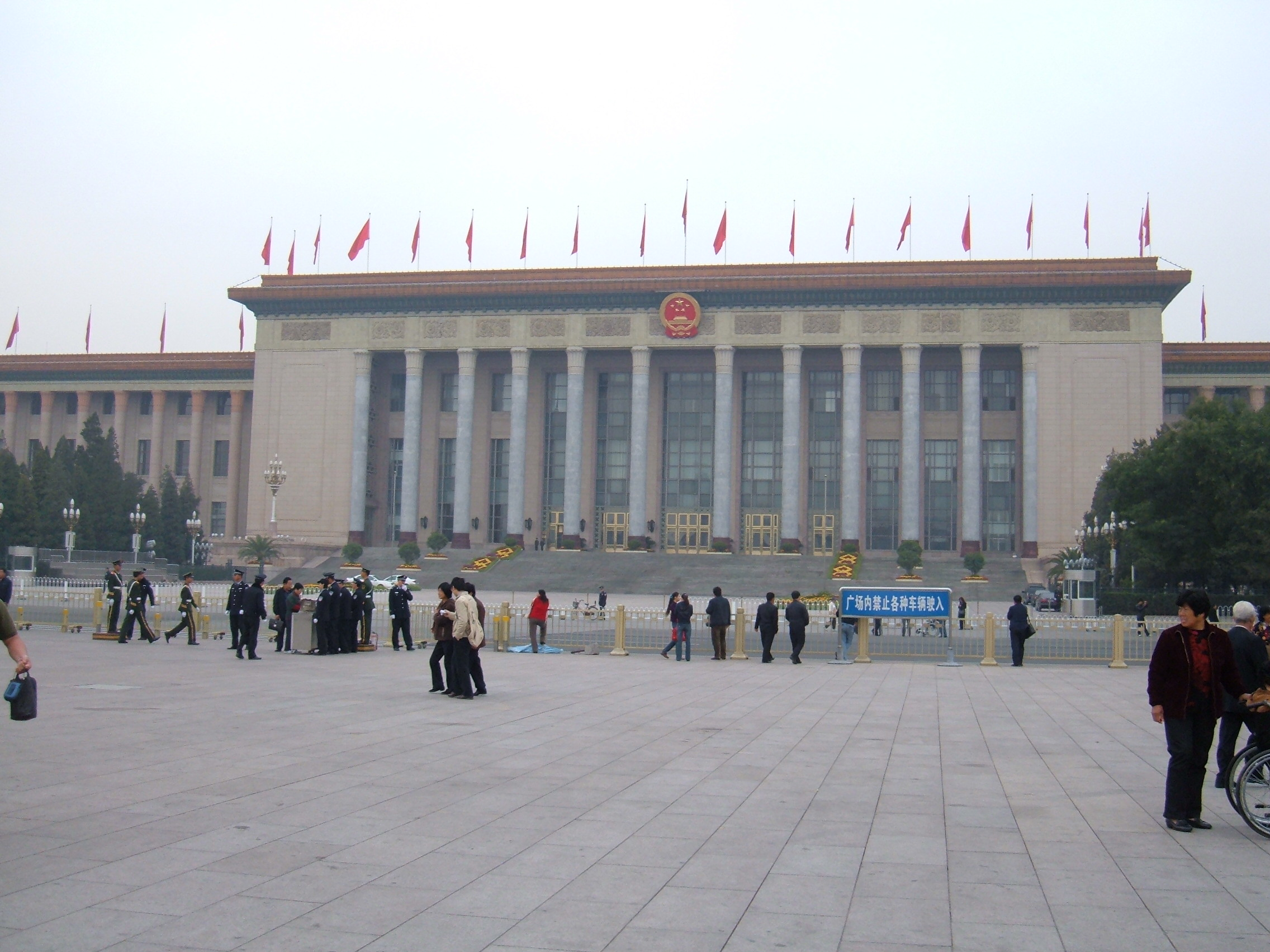
Дом народних зборів (Пекін, 1959)
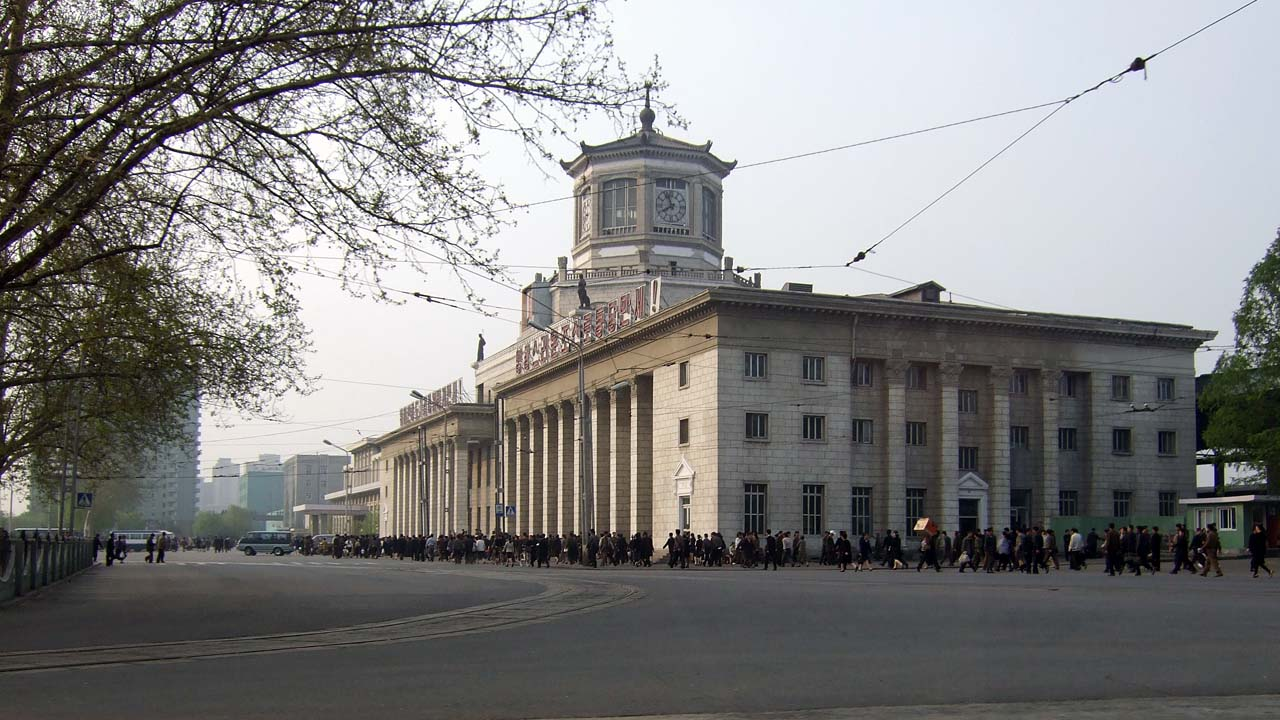
Пхеньянський вокзал
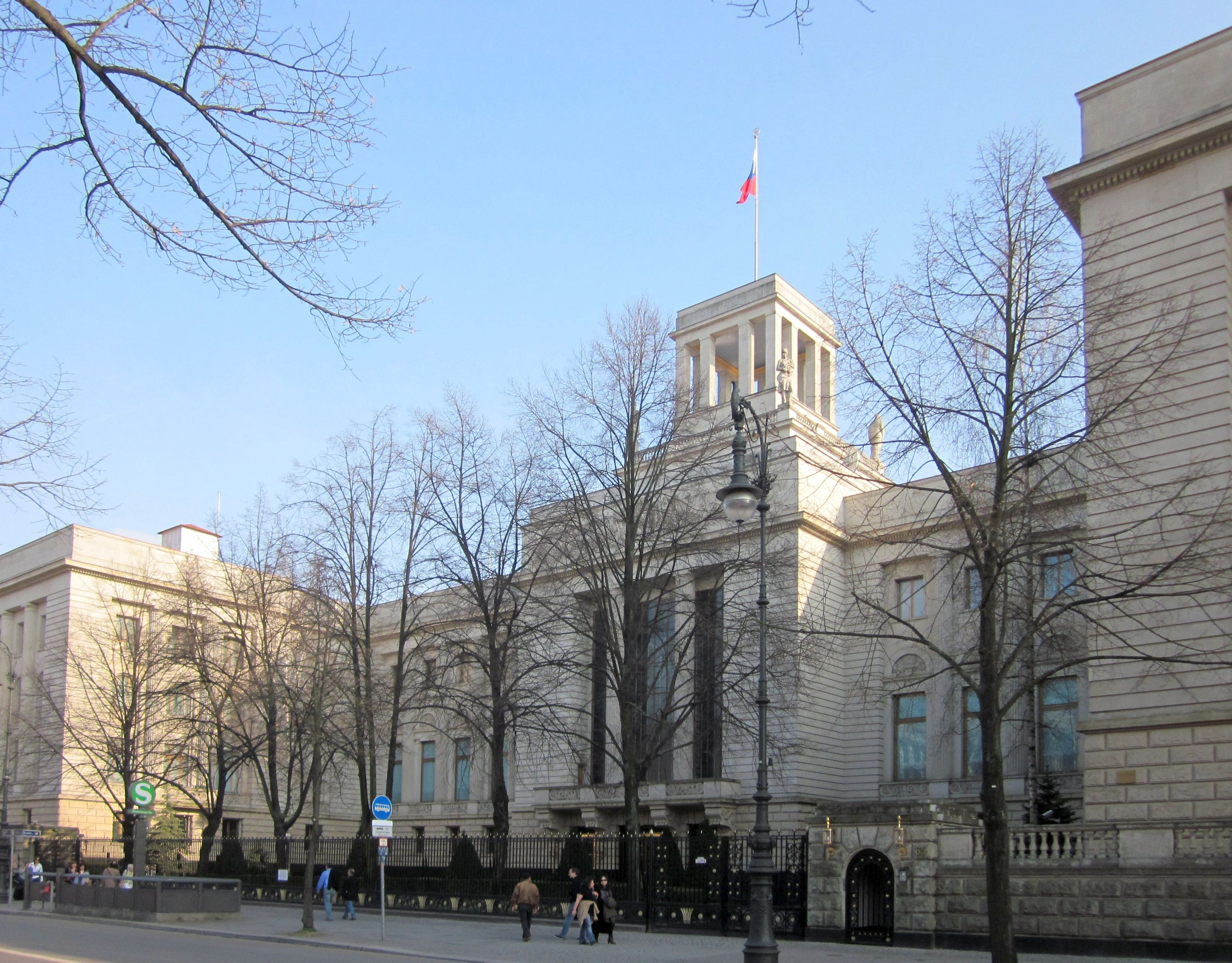
Будівля посольства РФ у ФРН